# Lista de asteroides (441001-442000)
Esta é uma lista parcial de asteroides, do asteroide número 441001 até o 442000, inclusive. Veja também o índice com todas as listas disponíveis.

| Objeto Próximos à Terra | Cinturão de asteroides (interno) | Cinturão de asteroides (externo) | Centauro       |
| Cruzador de Marte       | Cinturão de asteroides (meio)    | Troianos de Júpiter              | Transnetuniano |

Veja mais dados de cada asteroide na ligação externa para o Minor Planet Center na última coluna.
Índice: 441001... 441101... 441201... 441301... 441401... 441501... 441601... 441701... 441801... 441901... 

## 441001–441100
| Designação | Designação | Descoberta  | Descoberta      | Descobridor(es)     | Categoria | Mais informações / Referência |
| Permanente | Provisória | Data        | Local           | Descobridor(es)     | Categoria | Mais informações / Referência |
| ---------- | ---------- | ----------- | --------------- | ------------------- | --------- | ----------------------------- |
| 441001     | 2007 DO49  | 25 jan 2007 | Catalina        | CSS                 | —         | MPC                           |
| 441002     | 2007 DS53  | 19 fev 2007 | Mount Lemmon    | Mount Lemmon Survey | —         | MPC                           |
| 441003     | 2007 DY81  | 23 fev 2007 | Kitt Peak       | Spacewatch          | —         | MPC                           |
| 441004     | 2007 DG82  | 17 fev 2007 | Kitt Peak       | Spacewatch          | —         | MPC                           |
| 441005     | 2007 DA93  | 23 fev 2007 | Socorro         | LINEAR              | —         | MPC                           |
| 441006     | 2007 DL96  | 23 fev 2007 | Mount Lemmon    | Mount Lemmon Survey | —         | MPC                           |
| 441007     | 2007 DZ98  | 27 jan 2007 | Mount Lemmon    | Mount Lemmon Survey | —         | MPC                           |
| 441008     | 2007 DV100 | 8 fev 2007  | Kitt Peak       | Spacewatch          | —         | MPC                           |
| 441009     | 2007 DP116 | 16 fev 2007 | Catalina        | CSS                 | —         | MPC                           |
| 441010     | 2007 EB6   | 28 out 2005 | Kitt Peak       | Spacewatch          | —         | MPC                           |
| 441011     | 2007 EX12  | 26 fev 2007 | Mount Lemmon    | Mount Lemmon Survey | —         | MPC                           |
| 441012     | 2007 EQ15  | 9 mar 2007  | Kitt Peak       | Spacewatch          | Mitidika  | MPC                           |
| 441013     | 2007 EM69  | 10 mar 2007 | Kitt Peak       | Spacewatch          | —         | MPC                           |
| 441014     | 2007 EK72  | 5 out 2004  | Kitt Peak       | Spacewatch          | —         | MPC                           |
| 441015     | 2007 EM82  | 12 mar 2007 | Kitt Peak       | Spacewatch          | —         | MPC                           |
| 441016     | 2007 EY83  | 12 mar 2007 | Kitt Peak       | Spacewatch          | —         | MPC                           |
| 441017     | 2007 EG115 | 13 mar 2007 | Mount Lemmon    | Mount Lemmon Survey | —         | MPC                           |
| 441018     | 2007 EO131 | 9 mar 2007  | Mount Lemmon    | Mount Lemmon Survey | Mitidika  | MPC                           |
| 441019     | 2007 EE135 | 29 jan 2007 | Kitt Peak       | Spacewatch          | —         | MPC                           |
| 441020     | 2007 EC147 | 26 fev 2007 | Mount Lemmon    | Mount Lemmon Survey | —         | MPC                           |
| 441021     | 2007 EE147 | 26 fev 2007 | Mount Lemmon    | Mount Lemmon Survey | —         | MPC                           |
| 441022     | 2007 EM160 | 14 mar 2007 | Kitt Peak       | Spacewatch          | —         | MPC                           |
| 441023     | 2007 ET170 | 8 fev 2007  | Kitt Peak       | Spacewatch          | —         | MPC                           |
| 441024     | 2007 EX173 | 10 mar 2007 | Kitt Peak       | Spacewatch          | —         | MPC                           |
| 441025     | 2007 EN185 | 14 mar 2007 | Mount Lemmon    | Mount Lemmon Survey | —         | MPC                           |
| 441026     | 2007 EB193 | 14 mar 2007 | Socorro         | LINEAR              | —         | MPC                           |
| 441027     | 2007 EN196 | 15 mar 2007 | Kitt Peak       | Spacewatch          | —         | MPC                           |
| 441028     | 2007 EW210 | 8 mar 2007  | Palomar         | NEAT                | —         | MPC                           |
| 441029     | 2007 EX217 | 15 mar 2007 | Kitt Peak       | Spacewatch          | —         | MPC                           |
| 441030     | 2007 EB221 | 13 mar 2007 | Mount Lemmon    | Mount Lemmon Survey | —         | MPC                           |
| 441031     | 2007 FW2   | 16 mar 2007 | Catalina        | CSS                 | —         | MPC                           |
| 441032     | 2007 FS7   | 16 mar 2007 | Mount Lemmon    | Mount Lemmon Survey | —         | MPC                           |
| 441033     | 2007 FD13  | 19 mar 2007 | Catalina        | CSS                 | —         | MPC                           |
| 441034     | 2007 FR20  | 20 mar 2007 | Purple Mountain | PMO NEO             | —         | MPC                           |
| 441035     | 2007 FF25  | 20 mar 2007 | Kitt Peak       | Spacewatch          | Mitidika  | MPC                           |
| 441036     | 2007 GC11  | 11 abr 2007 | Kitt Peak       | Spacewatch          | —         | MPC                           |
| 441037     | 2007 GG21  | 11 abr 2007 | Mount Lemmon    | Mount Lemmon Survey | —         | MPC                           |
| 441038     | 2007 GW21  | 11 abr 2007 | Mount Lemmon    | Mount Lemmon Survey | —         | MPC                           |
| 441039     | 2007 GB51  | 15 abr 2007 | Kitt Peak       | Spacewatch          | —         | MPC                           |
| 441040     | 2007 GG59  | 15 abr 2007 | Kitt Peak       | Spacewatch          | —         | MPC                           |
| 441041     | 2007 GZ66  | 15 abr 2007 | Kitt Peak       | Spacewatch          | —         | MPC                           |
| 441042     | 2007 HF3   | 26 mar 2007 | Mount Lemmon    | Mount Lemmon Survey | —         | MPC                           |
| 441043     | 2007 HD13  | 29 mar 2007 | Kitt Peak       | Spacewatch          | —         | MPC                           |
| 441044     | 2007 HK30  | 19 abr 2007 | Mount Lemmon    | Mount Lemmon Survey | Mitidika  | MPC                           |
| 441045     | 2007 HC41  | 20 abr 2007 | Socorro         | LINEAR              | —         | MPC                           |
| 441046     | 2007 HM45  | 18 abr 2007 | Kitt Peak       | Spacewatch          | —         | MPC                           |
| 441047     | 2007 HH64  | 22 abr 2007 | Mount Lemmon    | Mount Lemmon Survey | —         | MPC                           |
| 441048     | 2007 HD67  | 22 abr 2007 | Mount Lemmon    | Mount Lemmon Survey | —         | MPC                           |
| 441049     | 2007 HW83  | 11 abr 2007 | Kitt Peak       | Spacewatch          | —         | MPC                           |
| 441050     | 2007 JH1   | 7 mai 2007  | Kitt Peak       | Spacewatch          | Mitidika  | MPC                           |
| 441051     | 2007 JT41  | 11 mai 2007 | Kitt Peak       | Spacewatch          | —         | MPC                           |
| 441052     | 2007 JO44  | 11 mai 2007 | Mount Lemmon    | Mount Lemmon Survey | —         | MPC                           |
| 441053     | 2007 LB10  | 9 jun 2007  | Kitt Peak       | Spacewatch          | —         | MPC                           |
| 441054     | 2007 LR17  | 10 jun 2007 | Kitt Peak       | Spacewatch          | —         | MPC                           |
| 441055     | 2007 LS24  | 14 jun 2007 | Kitt Peak       | Spacewatch          | —         | MPC                           |
| 441056     | 2007 LC25  | 19 abr 2007 | Mount Lemmon    | Mount Lemmon Survey | Mitidika  | MPC                           |
| 441057     | 2007 PX10  | 12 ago 2007 | Altschwendt     | W. Ries             | —         | MPC                           |
| 441058     | 2007 PH25  | 12 ago 2007 | Siding Spring   | SSS                 | —         | MPC                           |
| 441059     | 2007 PF33  | 9 ago 2007  | Socorro         | LINEAR              | Juno      | MPC                           |
| 441060     | 2007 PR45  | 13 ago 2007 | Siding Spring   | SSS                 | —         | MPC                           |
| 441061     | 2007 QX13  | 24 ago 2007 | Kitt Peak       | Spacewatch          | —         | MPC                           |
| 441062     | 2007 QV14  | 24 ago 2007 | Kitt Peak       | Spacewatch          | —         | MPC                           |
| 441063     | 2007 RG4   | 3 set 2007  | Catalina        | CSS                 | —         | MPC                           |
| 441064     | 2007 RF9   | 7 set 2007  | La Sagra        | Mallorca Obs.       | —         | MPC                           |
| 441065     | 2007 RV11  | 10 set 2007 | Dauban          | Chante-Perdrix Obs. | —         | MPC                           |
| 441066     | 2007 RA17  | 24 jan 2006 | Anderson Mesa   | LONEOS              | Juno      | MPC                           |
| 441067     | 2007 RN30  | 5 set 2007  | Anderson Mesa   | LONEOS              | —         | MPC                           |
| 441068     | 2007 RF34  | 5 set 2007  | Anderson Mesa   | LONEOS              | Juno      | MPC                           |
| 441069     | 2007 RQ58  | 10 set 2007 | Catalina        | CSS                 | —         | MPC                           |
| 441070     | 2007 RA63  | 10 set 2007 | Mount Lemmon    | Mount Lemmon Survey | —         | MPC                           |
| 441071     | 2007 RU63  | 10 set 2007 | Mount Lemmon    | Mount Lemmon Survey | —         | MPC                           |
| 441072     | 2007 RX64  | 10 set 2007 | Mount Lemmon    | Mount Lemmon Survey | Pallas    | MPC                           |
| 441073     | 2007 RX73  | 10 set 2007 | Mount Lemmon    | Mount Lemmon Survey | —         | MPC                           |
| 441074     | 2007 RQ87  | 10 set 2007 | Mount Lemmon    | Mount Lemmon Survey | —         | MPC                           |
| 441075     | 2007 RQ107 | 11 set 2007 | Mount Lemmon    | Mount Lemmon Survey | Juno      | MPC                           |
| 441076     | 2007 RO111 | 11 set 2007 | Kitt Peak       | Spacewatch          | —         | MPC                           |
| 441077     | 2007 RC132 | 12 set 2007 | Mount Lemmon    | Mount Lemmon Survey | —         | MPC                           |
| 441078     | 2007 RJ133 | 15 set 2007 | Mount Lemmon    | Mount Lemmon Survey | —         | MPC                           |
| 441079     | 2007 RY152 | 10 set 2007 | Kitt Peak       | Spacewatch          | —         | MPC                           |
| 441080     | 2007 RP155 | 24 ago 2007 | Kitt Peak       | Spacewatch          | —         | MPC                           |
| 441081     | 2007 RS171 | 10 set 2007 | Kitt Peak       | Spacewatch          | —         | MPC                           |
| 441082     | 2007 RZ171 | 10 set 2007 | Kitt Peak       | Spacewatch          | —         | MPC                           |
| 441083     | 2007 RZ178 | 10 set 2007 | Kitt Peak       | Spacewatch          | —         | MPC                           |
| 441084     | 2007 RT182 | 12 set 2007 | Kitt Peak       | Spacewatch          | —         | MPC                           |
| 441085     | 2007 RM186 | 13 set 2007 | Mount Lemmon    | Mount Lemmon Survey | —         | MPC                           |
| 441086     | 2007 RK188 | 10 set 2007 | Catalina        | CSS                 | —         | MPC                           |
| 441087     | 2007 RJ201 | 19 out 2003 | Kitt Peak       | Spacewatch          | —         | MPC                           |
| 441088     | 2007 RF202 | 13 set 2007 | Kitt Peak       | Spacewatch          | —         | MPC                           |
| 441089     | 2007 RY205 | 10 set 2007 | Mount Lemmon    | Mount Lemmon Survey | —         | MPC                           |
| 441090     | 2007 RA216 | 12 set 2007 | Kitt Peak       | Spacewatch          | —         | MPC                           |
| 441091     | 2007 RT221 | 14 set 2007 | Mount Lemmon    | Mount Lemmon Survey | —         | MPC                           |
| 441092     | 2007 RY238 | 30 dez 2000 | Socorro         | LINEAR              | —         | MPC                           |
| 441093     | 2007 RR240 | 10 set 2007 | Catalina        | CSS                 | —         | MPC                           |
| 441094     | 2007 RO248 | 13 set 2007 | Mount Lemmon    | Mount Lemmon Survey | —         | MPC                           |
| 441095     | 2007 RK252 | 13 set 2007 | Catalina        | CSS                 | —         | MPC                           |
| 441096     | 2007 RZ280 | 13 set 2007 | Catalina        | CSS                 | —         | MPC                           |
| 441097     | 2007 RL281 | 13 set 2007 | Catalina        | CSS                 | —         | MPC                           |
| 441098     | 2007 RT312 | 14 set 2007 | Mount Lemmon    | Mount Lemmon Survey | —         | MPC                           |
| 441099     | 2007 RK321 | 14 set 2007 | Socorro         | LINEAR              | —         | MPC                           |
| 441100     | 2007 RF325 | 14 set 2007 | Mount Lemmon    | Mount Lemmon Survey | —         | MPC                           |

## 441101–441200
| Designação | Designação | Descoberta  | Descoberta      | Descobridor(es)     | Categoria | Mais informações / Referência |
| Permanente | Provisória | Data        | Local           | Descobridor(es)     | Categoria | Mais informações / Referência |
| ---------- | ---------- | ----------- | --------------- | ------------------- | --------- | ----------------------------- |
| 441101     | 2007 SB3   | 16 set 2007 | Socorro         | LINEAR              | —         | MPC                           |
| 441102     | 2007 SD5   | 25 out 2003 | Socorro         | LINEAR              | —         | MPC                           |
| 441103     | 2007 SP6   | 21 set 2007 | Catalina        | CSS                 | —         | MPC                           |
| 441104     | 2007 SB11  | 21 set 2007 | Purple Mountain | PMO NEO             | —         | MPC                           |
| 441105     | 2007 SE24  | 26 set 2007 | Mount Lemmon    | Mount Lemmon Survey | —         | MPC                           |
| 441106     | 2007 TF4   | 6 out 2007  | La Sagra        | Mallorca Obs.       | —         | MPC                           |
| 441107     | 2007 TG5   | 4 out 2007  | Catalina        | CSS                 | —         | MPC                           |
| 441108     | 2007 TZ5   | 6 out 2007  | Socorro         | LINEAR              | —         | MPC                           |
| 441109     | 2007 TV9   | 6 out 2007  | Socorro         | LINEAR              | —         | MPC                           |
| 441110     | 2007 TC12  | 6 out 2007  | Socorro         | LINEAR              | —         | MPC                           |
| 441111     | 2007 TD20  | 20 out 2003 | Kitt Peak       | Spacewatch          | —         | MPC                           |
| 441112     | 2007 TU23  | 9 out 2007  | Socorro         | LINEAR              | —         | MPC                           |
| 441113     | 2007 TO34  | 9 set 2007  | Mount Lemmon    | Mount Lemmon Survey | —         | MPC                           |
| 441114     | 2007 TG35  | 12 set 2007 | Mount Lemmon    | Mount Lemmon Survey | —         | MPC                           |
| 441115     | 2007 TX36  | 4 out 2007  | Kitt Peak       | Spacewatch          | —         | MPC                           |
| 441116     | 2007 TL38  | 4 out 2007  | Catalina        | CSS                 | —         | MPC                           |
| 441117     | 2007 TT43  | 7 out 2007  | Kitt Peak       | Spacewatch          | —         | MPC                           |
| 441118     | 2007 TD46  | 7 out 2007  | Kitt Peak       | Spacewatch          | —         | MPC                           |
| 441119     | 2007 TV48  | 14 set 2007 | Mount Lemmon    | Mount Lemmon Survey | —         | MPC                           |
| 441120     | 2007 TL56  | 4 out 2007  | Kitt Peak       | Spacewatch          | —         | MPC                           |
| 441121     | 2007 TL62  | 7 out 2007  | Mount Lemmon    | Mount Lemmon Survey | —         | MPC                           |
| 441122     | 2007 TK64  | 15 set 2007 | Mount Lemmon    | Mount Lemmon Survey | —         | MPC                           |
| 441123     | 2007 TK76  | 24 ago 2007 | Kitt Peak       | Spacewatch          | —         | MPC                           |
| 441124     | 2007 TN76  | 11 set 2007 | Mount Lemmon    | Mount Lemmon Survey | —         | MPC                           |
| 441125     | 2007 TJ78  | 5 out 2007  | Kitt Peak       | Spacewatch          | —         | MPC                           |
| 441126     | 2007 TU86  | 8 out 2007  | Mount Lemmon    | Mount Lemmon Survey | —         | MPC                           |
| 441127     | 2007 TW86  | 8 out 2007  | Mount Lemmon    | Mount Lemmon Survey | —         | MPC                           |
| 441128     | 2007 TB88  | 8 out 2007  | Mount Lemmon    | Mount Lemmon Survey | —         | MPC                           |
| 441129     | 2007 TM93  | 12 set 2007 | Mount Lemmon    | Mount Lemmon Survey | —         | MPC                           |
| 441130     | 2007 TG95  | 12 dez 1999 | Kitt Peak       | Spacewatch          | —         | MPC                           |
| 441131     | 2007 TG108 | 9 set 2007  | Kitt Peak       | Spacewatch          | —         | MPC                           |
| 441132     | 2007 TN111 | 8 out 2007  | Catalina        | CSS                 | —         | MPC                           |
| 441133     | 2007 TZ114 | 21 nov 2003 | Kitt Peak       | Spacewatch          | —         | MPC                           |
| 441134     | 2007 TM121 | 6 out 2007  | Kitt Peak       | Spacewatch          | Juno      | MPC                           |
| 441135     | 2007 TP125 | 6 out 2007  | Kitt Peak       | Spacewatch          | —         | MPC                           |
| 441136     | 2007 TA129 | 6 out 2007  | Kitt Peak       | Spacewatch          | —         | MPC                           |
| 441137     | 2007 TC132 | 7 out 2007  | Mount Lemmon    | Mount Lemmon Survey | —         | MPC                           |
| 441138     | 2007 TS138 | 9 out 2007  | Catalina        | CSS                 | —         | MPC                           |
| 441139     | 2007 TG142 | 11 set 2007 | Catalina        | CSS                 | —         | MPC                           |
| 441140     | 2007 TC143 | 15 out 2007 | Siding Spring   | SSS                 | —         | MPC                           |
| 441141     | 2007 TO146 | 6 out 2007  | Socorro         | LINEAR              | —         | MPC                           |
| 441142     | 2007 TV148 | 11 set 2007 | Mount Lemmon    | Mount Lemmon Survey | —         | MPC                           |
| 441143     | 2007 TO170 | 12 out 2007 | Socorro         | LINEAR              | —         | MPC                           |
| 441144     | 2007 TV180 | 8 out 2007  | Anderson Mesa   | LONEOS              | —         | MPC                           |
| 441145     | 2007 TM194 | 7 out 2007  | Mount Lemmon    | Mount Lemmon Survey | —         | MPC                           |
| 441146     | 2007 TU197 | 14 set 2007 | Mount Lemmon    | Mount Lemmon Survey | —         | MPC                           |
| 441147     | 2007 TT200 | 4 out 2007  | Kitt Peak       | Spacewatch          | —         | MPC                           |
| 441148     | 2007 TE201 | 8 out 2007  | Kitt Peak       | Spacewatch          | —         | MPC                           |
| 441149     | 2007 TT204 | 8 out 2007  | Mount Lemmon    | Mount Lemmon Survey | —         | MPC                           |
| 441150     | 2007 TZ207 | 10 out 2007 | Catalina        | CSS                 | —         | MPC                           |
| 441151     | 2007 TC218 | 14 set 2007 | Mount Lemmon    | Mount Lemmon Survey | —         | MPC                           |
| 441152     | 2007 TV221 | 9 out 2007  | Kitt Peak       | Spacewatch          | —         | MPC                           |
| 441153     | 2007 TD222 | 9 out 2007  | Kitt Peak       | Spacewatch          | —         | MPC                           |
| 441154     | 2007 TU226 | 8 out 2007  | Kitt Peak       | Spacewatch          | —         | MPC                           |
| 441155     | 2007 TZ226 | 8 out 2007  | Kitt Peak       | Spacewatch          | —         | MPC                           |
| 441156     | 2007 TR229 | 8 out 2007  | Kitt Peak       | Spacewatch          | —         | MPC                           |
| 441157     | 2007 TY232 | 8 out 2007  | Kitt Peak       | Spacewatch          | —         | MPC                           |
| 441158     | 2007 TM238 | 10 out 2007 | Anderson Mesa   | LONEOS              | —         | MPC                           |
| 441159     | 2007 TC248 | 18 set 2007 | Catalina        | CSS                 | —         | MPC                           |
| 441160     | 2007 TN262 | 10 out 2007 | Kitt Peak       | Spacewatch          | —         | MPC                           |
| 441161     | 2007 TG271 | 9 out 2007  | Kitt Peak       | Spacewatch          | —         | MPC                           |
| 441162     | 2007 TB275 | 11 out 2007 | Catalina        | CSS                 | —         | MPC                           |
| 441163     | 2007 TX277 | 11 out 2007 | Mount Lemmon    | Mount Lemmon Survey | —         | MPC                           |
| 441164     | 2007 TK278 | 11 out 2007 | Mount Lemmon    | Mount Lemmon Survey | —         | MPC                           |
| 441165     | 2007 TD286 | 9 out 2007  | Mount Lemmon    | Mount Lemmon Survey | —         | MPC                           |
| 441166     | 2007 TQ312 | 11 out 2007 | Mount Lemmon    | Mount Lemmon Survey | —         | MPC                           |
| 441167     | 2007 TB316 | 12 out 2007 | Kitt Peak       | Spacewatch          | —         | MPC                           |
| 441168     | 2007 TE319 | 12 out 2007 | Kitt Peak       | Spacewatch          | —         | MPC                           |
| 441169     | 2007 TZ330 | 11 out 2007 | Kitt Peak       | Spacewatch          | —         | MPC                           |
| 441170     | 2007 TX332 | 11 out 2007 | Kitt Peak       | Spacewatch          | —         | MPC                           |
| 441171     | 2007 TF350 | 14 out 2007 | Mount Lemmon    | Mount Lemmon Survey | —         | MPC                           |
| 441172     | 2007 TD365 | 20 set 2007 | Catalina        | CSS                 | —         | MPC                           |
| 441173     | 2007 TG367 | 26 set 2007 | Mount Lemmon    | Mount Lemmon Survey | —         | MPC                           |
| 441174     | 2007 TZ377 | 12 out 2007 | Catalina        | CSS                 | —         | MPC                           |
| 441175     | 2007 TY387 | 13 out 2007 | Mount Lemmon    | Mount Lemmon Survey | —         | MPC                           |
| 441176     | 2007 TX395 | 11 out 2007 | Kitt Peak       | Spacewatch          | —         | MPC                           |
| 441177     | 2007 TM403 | 15 out 2007 | Kitt Peak       | Spacewatch          | —         | MPC                           |
| 441178     | 2007 TK411 | 13 out 2007 | Catalina        | CSS                 | —         | MPC                           |
| 441179     | 2007 TH412 | 14 out 2007 | Catalina        | CSS                 | —         | MPC                           |
| 441180     | 2007 TW423 | 7 out 2007  | Mount Lemmon    | Mount Lemmon Survey | —         | MPC                           |
| 441181     | 2007 TF424 | 7 out 2007  | Mount Lemmon    | Mount Lemmon Survey | —         | MPC                           |
| 441182     | 2007 TD425 | 8 out 2007  | Catalina        | CSS                 | —         | MPC                           |
| 441183     | 2007 TC427 | 10 out 2007 | Kitt Peak       | Spacewatch          | —         | MPC                           |
| 441184     | 2007 TB429 | 12 out 2007 | Kitt Peak       | Spacewatch          | —         | MPC                           |
| 441185     | 2007 TO430 | 12 out 2007 | Mount Lemmon    | Mount Lemmon Survey | —         | MPC                           |
| 441186     | 2007 TO434 | 10 out 2007 | Catalina        | CSS                 | Juno      | MPC                           |
| 441187     | 2007 TW438 | 11 out 2007 | Kitt Peak       | Spacewatch          | —         | MPC                           |
| 441188     | 2007 TC441 | 10 out 2007 | Catalina        | CSS                 | —         | MPC                           |
| 441189     | 2007 TN444 | 8 out 2007  | Anderson Mesa   | LONEOS              | —         | MPC                           |
| 441190     | 2007 TD453 | 15 out 2007 | Mount Lemmon    | Mount Lemmon Survey | —         | MPC                           |
| 441191     | 2007 UC7   | 16 out 2007 | Catalina        | CSS                 | —         | MPC                           |
| 441192     | 2007 UR7   | 15 set 2007 | Catalina        | CSS                 | —         | MPC                           |
| 441193     | 2007 UQ8   | 20 set 2007 | Catalina        | CSS                 | —         | MPC                           |
| 441194     | 2007 UU15  | 9 set 2007  | Mount Lemmon    | Mount Lemmon Survey | —         | MPC                           |
| 441195     | 2007 UL21  | 8 out 2007  | Kitt Peak       | Spacewatch          | —         | MPC                           |
| 441196     | 2007 UO42  | 7 out 2007  | Kitt Peak       | Spacewatch          | —         | MPC                           |
| 441197     | 2007 UZ58  | 10 out 2007 | Kitt Peak       | Spacewatch          | —         | MPC                           |
| 441198     | 2007 UL62  | 30 out 2007 | Mount Lemmon    | Mount Lemmon Survey | —         | MPC                           |
| 441199     | 2007 UU64  | 30 out 2007 | Mount Lemmon    | Mount Lemmon Survey | —         | MPC                           |
| 441200     | 2007 UB68  | 30 out 2007 | Catalina        | CSS                 | —         | MPC                           |

## 441201–441300
| Designação | Designação | Descoberta  | Descoberta    | Descobridor(es)     | Categoria | Mais informações / Referência |
| Permanente | Provisória | Data        | Local         | Descobridor(es)     | Categoria | Mais informações / Referência |
| ---------- | ---------- | ----------- | ------------- | ------------------- | --------- | ----------------------------- |
| 441201     | 2007 UK77  | 10 out 2007 | Catalina      | CSS                 | Meliboea  | MPC                           |
| 441202     | 2007 UB82  | 30 out 2007 | Kitt Peak     | Spacewatch          | —         | MPC                           |
| 441203     | 2007 UT83  | 30 out 2007 | Kitt Peak     | Spacewatch          | —         | MPC                           |
| 441204     | 2007 UG88  | 30 out 2007 | Kitt Peak     | Spacewatch          | —         | MPC                           |
| 441205     | 2007 UR91  | 9 out 2007  | Mount Lemmon  | Mount Lemmon Survey | —         | MPC                           |
| 441206     | 2007 UU103 | 20 out 2007 | Mount Lemmon  | Mount Lemmon Survey | —         | MPC                           |
| 441207     | 2007 UM106 | 31 out 2007 | Mount Lemmon  | Mount Lemmon Survey | —         | MPC                           |
| 441208     | 2007 UH123 | 31 out 2007 | Catalina      | CSS                 | —         | MPC                           |
| 441209     | 2007 UU131 | 17 out 2007 | Mount Lemmon  | Mount Lemmon Survey | —         | MPC                           |
| 441210     | 2007 VX5   | 14 out 2007 | Mount Lemmon  | Mount Lemmon Survey | —         | MPC                           |
| 441211     | 2007 VX10  | 1 nov 2007  | Kitt Peak     | Spacewatch          | —         | MPC                           |
| 441212     | 2007 VZ10  | 1 nov 2007  | Kitt Peak     | Spacewatch          | —         | MPC                           |
| 441213     | 2007 VC12  | 21 out 2007 | Mount Lemmon  | Mount Lemmon Survey | —         | MPC                           |
| 441214     | 2007 VS40  | 8 out 2007  | Mount Lemmon  | Mount Lemmon Survey | —         | MPC                           |
| 441215     | 2007 VP42  | 3 nov 2007  | Mount Lemmon  | Mount Lemmon Survey | Themis    | MPC                           |
| 441216     | 2007 VL45  | 16 out 2007 | Mount Lemmon  | Mount Lemmon Survey | —         | MPC                           |
| 441217     | 2007 VN46  | 1 nov 2007  | Kitt Peak     | Spacewatch          | —         | MPC                           |
| 441218     | 2007 VU46  | 9 out 2007  | Kitt Peak     | Spacewatch          | —         | MPC                           |
| 441219     | 2007 VN56  | 1 nov 2007  | Kitt Peak     | Spacewatch          | —         | MPC                           |
| 441220     | 2007 VL63  | 1 nov 2007  | Kitt Peak     | Spacewatch          | —         | MPC                           |
| 441221     | 2007 VK72  | 14 out 2007 | Mount Lemmon  | Mount Lemmon Survey | —         | MPC                           |
| 441222     | 2007 VL72  | 1 nov 2007  | Kitt Peak     | Spacewatch          | —         | MPC                           |
| 441223     | 2007 VW79  | 3 nov 2007  | Kitt Peak     | Spacewatch          | —         | MPC                           |
| 441224     | 2007 VH84  | 15 out 2007 | Kitt Peak     | Spacewatch          | —         | MPC                           |
| 441225     | 2007 VA87  | 2 nov 2007  | Socorro       | LINEAR              | —         | MPC                           |
| 441226     | 2007 VS111 | 16 out 2007 | Mount Lemmon  | Mount Lemmon Survey | —         | MPC                           |
| 441227     | 2007 VN112 | 3 nov 2007  | Kitt Peak     | Spacewatch          | Themis    | MPC                           |
| 441228     | 2007 VM117 | 30 out 2007 | Catalina      | CSS                 | —         | MPC                           |
| 441229     | 2007 VE125 | 5 nov 2007  | XuYi          | PMO NEO             | Meliboea  | MPC                           |
| 441230     | 2007 VN126 | 15 out 2007 | Kitt Peak     | Spacewatch          | —         | MPC                           |
| 441231     | 2007 VJ160 | 20 out 2007 | Mount Lemmon  | Mount Lemmon Survey | —         | MPC                           |
| 441232     | 2007 VT162 | 16 jan 2004 | Kitt Peak     | Spacewatch          | —         | MPC                           |
| 441233     | 2007 VF163 | 5 nov 2007  | Kitt Peak     | Spacewatch          | —         | MPC                           |
| 441234     | 2007 VV167 | 5 nov 2007  | Kitt Peak     | Spacewatch          | —         | MPC                           |
| 441235     | 2007 VH188 | 31 out 2007 | Mount Lemmon  | Mount Lemmon Survey | —         | MPC                           |
| 441236     | 2007 VN188 | 2 nov 2007  | Kitt Peak     | Spacewatch          | —         | MPC                           |
| 441237     | 2007 VS208 | 11 nov 2007 | Mount Lemmon  | Mount Lemmon Survey | —         | MPC                           |
| 441238     | 2007 VF214 | 9 nov 2007  | Kitt Peak     | Spacewatch          | —         | MPC                           |
| 441239     | 2007 VA220 | 9 nov 2007  | Kitt Peak     | Spacewatch          | —         | MPC                           |
| 441240     | 2007 VK221 | 12 nov 2007 | Mount Lemmon  | Mount Lemmon Survey | —         | MPC                           |
| 441241     | 2007 VS221 | 15 nov 2007 | Mayhill       | A. Lowe             | —         | MPC                           |
| 441242     | 2007 VW223 | 7 nov 2007  | Catalina      | CSS                 | —         | MPC                           |
| 441243     | 2007 VJ233 | 8 nov 2007  | Kitt Peak     | Spacewatch          | —         | MPC                           |
| 441244     | 2007 VS240 | 2 nov 2007  | Catalina      | CSS                 | Phocaea   | MPC                           |
| 441245     | 2007 VW240 | 3 nov 2007  | Catalina      | CSS                 | —         | MPC                           |
| 441246     | 2007 VV246 | 9 nov 2007  | Mount Lemmon  | Mount Lemmon Survey | Phocaea   | MPC                           |
| 441247     | 2007 VU250 | 9 nov 2007  | Catalina      | CSS                 | —         | MPC                           |
| 441248     | 2007 VA252 | 10 out 2007 | Kitt Peak     | Spacewatch          | —         | MPC                           |
| 441249     | 2007 VW252 | 13 nov 2007 | Mount Lemmon  | Mount Lemmon Survey | —         | MPC                           |
| 441250     | 2007 VY255 | 16 out 2007 | Mount Lemmon  | Mount Lemmon Survey | —         | MPC                           |
| 441251     | 2007 VF264 | 5 nov 2007  | Kitt Peak     | Spacewatch          | —         | MPC                           |
| 441252     | 2007 VO266 | 13 nov 2007 | Kitt Peak     | Spacewatch          | —         | MPC                           |
| 441253     | 2007 VX268 | 12 nov 2007 | Socorro       | LINEAR              | —         | MPC                           |
| 441254     | 2007 VZ275 | 9 nov 2007  | Kitt Peak     | Spacewatch          | —         | MPC                           |
| 441255     | 2007 VG280 | 3 nov 2007  | Kitt Peak     | Spacewatch          | —         | MPC                           |
| 441256     | 2007 VY287 | 12 nov 2007 | Mount Lemmon  | Mount Lemmon Survey | —         | MPC                           |
| 441257     | 2007 VY292 | 17 out 2007 | Catalina      | CSS                 | —         | MPC                           |
| 441258     | 2007 VR300 | 9 nov 2007  | Catalina      | CSS                 | —         | MPC                           |
| 441259     | 2007 VP303 | 9 out 2007  | Catalina      | CSS                 | —         | MPC                           |
| 441260     | 2007 VD309 | 9 nov 2007  | Mount Lemmon  | Mount Lemmon Survey | —         | MPC                           |
| 441261     | 2007 VG309 | 9 nov 2007  | Mount Lemmon  | Mount Lemmon Survey | —         | MPC                           |
| 441262     | 2007 VL311 | 8 nov 2007  | Kitt Peak     | Spacewatch          | Iannini   | MPC                           |
| 441263     | 2007 VE312 | 2 nov 2007  | Kitt Peak     | Spacewatch          | —         | MPC                           |
| 441264     | 2007 VP314 | 2 nov 2007  | Mount Lemmon  | Mount Lemmon Survey | —         | MPC                           |
| 441265     | 2007 VF315 | 5 nov 2007  | Kitt Peak     | Spacewatch          | —         | MPC                           |
| 441266     | 2007 VE323 | 2 nov 2007  | Socorro       | LINEAR              | —         | MPC                           |
| 441267     | 2007 VH328 | 8 nov 2007  | Socorro       | LINEAR              | —         | MPC                           |
| 441268     | 2007 VA329 | 12 nov 2007 | Socorro       | LINEAR              | —         | MPC                           |
| 441269     | 2007 VB330 | 2 nov 2007  | Mount Lemmon  | Mount Lemmon Survey | —         | MPC                           |
| 441270     | 2007 VE330 | 3 nov 2007  | Socorro       | LINEAR              | —         | MPC                           |
| 441271     | 2007 VL333 | 11 nov 2007 | Socorro       | LINEAR              | —         | MPC                           |
| 441272     | 2007 VB334 | 12 nov 2007 | Mount Lemmon  | Mount Lemmon Survey | —         | MPC                           |
| 441273     | 2007 WF1   | 11 out 2007 | Kitt Peak     | Spacewatch          | —         | MPC                           |
| 441274     | 2007 WJ6   | 17 nov 2007 | Socorro       | LINEAR              | —         | MPC                           |
| 441275     | 2007 WF7   | 15 set 2007 | Mount Lemmon  | Mount Lemmon Survey | —         | MPC                           |
| 441276     | 2007 WR12  | 6 nov 2007  | Mount Lemmon  | Mount Lemmon Survey | —         | MPC                           |
| 441277     | 2007 WK29  | 19 nov 2007 | Kitt Peak     | Spacewatch          | —         | MPC                           |
| 441278     | 2007 WB44  | 19 nov 2007 | Mount Lemmon  | Mount Lemmon Survey | —         | MPC                           |
| 441279     | 2007 WL58  | 17 nov 2007 | Kitt Peak     | Spacewatch          | —         | MPC                           |
| 441280     | 2007 XK6   | 9 nov 2007  | Catalina      | CSS                 | —         | MPC                           |
| 441281     | 2007 XQ11  | 4 nov 2007  | Socorro       | LINEAR              | —         | MPC                           |
| 441282     | 2007 XY11  | 8 out 2007  | Kitt Peak     | Spacewatch          | —         | MPC                           |
| 441283     | 2007 XL16  | 10 ago 2007 | Kitt Peak     | Spacewatch          | —         | MPC                           |
| 441284     | 2007 XJ17  | 5 nov 2007  | Mount Lemmon  | Mount Lemmon Survey | —         | MPC                           |
| 441285     | 2007 XO19  | 12 dez 2007 | Socorro       | LINEAR              | —         | MPC                           |
| 441286     | 2007 XZ31  | 8 nov 2007  | Kitt Peak     | Spacewatch          | —         | MPC                           |
| 441287     | 2007 XX33  | 10 dez 2007 | Socorro       | LINEAR              | —         | MPC                           |
| 441288     | 2007 XP39  | 14 nov 2007 | Mount Lemmon  | Mount Lemmon Survey | —         | MPC                           |
| 441289     | 2007 XH53  | 15 out 1998 | Kitt Peak     | Spacewatch          | —         | MPC                           |
| 441290     | 2007 XC56  | 5 dez 2007  | Anderson Mesa | LONEOS              | —         | MPC                           |
| 441291     | 2007 YY4   | 16 dez 2007 | Catalina      | CSS                 | —         | MPC                           |
| 441292     | 2007 YM13  | 7 nov 2007  | Mount Lemmon  | Mount Lemmon Survey | —         | MPC                           |
| 441293     | 2007 YZ14  | 3 dez 2007  | Socorro       | LINEAR              | —         | MPC                           |
| 441294     | 2007 YO15  | 16 dez 2007 | Kitt Peak     | Spacewatch          | —         | MPC                           |
| 441295     | 2007 YG35  | 30 dez 2007 | Mount Lemmon  | Mount Lemmon Survey | —         | MPC                           |
| 441296     | 2007 YV38  | 30 dez 2007 | Mount Lemmon  | Mount Lemmon Survey | —         | MPC                           |
| 441297     | 2007 YL40  | 5 dez 2007  | Kitt Peak     | Spacewatch          | —         | MPC                           |
| 441298     | 2007 YP53  | 30 dez 2007 | Catalina      | CSS                 | —         | MPC                           |
| 441299     | 2007 YB55  | 31 dez 2007 | Kitt Peak     | Spacewatch          | —         | MPC                           |
| 441300     | 2007 YC57  | 30 dez 2007 | Kitt Peak     | Spacewatch          | —         | MPC                           |

## 441301–441400
| Designação | Designação | Descoberta  | Descoberta        | Descobridor(es)     | Categoria | Mais informações / Referência |
| Permanente | Provisória | Data        | Local             | Descobridor(es)     | Categoria | Mais informações / Referência |
| ---------- | ---------- | ----------- | ----------------- | ------------------- | --------- | ----------------------------- |
| 441301     | 2007 YC63  | 31 dez 2007 | Kitt Peak         | Spacewatch          | Brangane  | MPC                           |
| 441302     | 2007 YG72  | 11 nov 2007 | Mount Lemmon      | Mount Lemmon Survey | —         | MPC                           |
| 441303     | 2008 AL4   | 9 jan 2008  | Lulin Observatory | LUSS                | —         | MPC                           |
| 441304     | 2008 AU26  | 30 dez 2007 | Mount Lemmon      | Mount Lemmon Survey | —         | MPC                           |
| 441305     | 2008 AG38  | 10 jan 2008 | Mount Lemmon      | Mount Lemmon Survey | —         | MPC                           |
| 441306     | 2008 AK39  | 10 jan 2008 | Mount Lemmon      | Mount Lemmon Survey | —         | MPC                           |
| 441307     | 2008 AA41  | 10 jan 2008 | Mount Lemmon      | Mount Lemmon Survey | —         | MPC                           |
| 441308     | 2008 AS52  | 30 dez 2007 | Kitt Peak         | Spacewatch          | —         | MPC                           |
| 441309     | 2008 AO59  | 11 nov 2007 | Mount Lemmon      | Mount Lemmon Survey | —         | MPC                           |
| 441310     | 2008 AQ67  | 11 jan 2008 | Kitt Peak         | Spacewatch          | —         | MPC                           |
| 441311     | 2008 AM72  | 16 dez 2007 | Socorro           | LINEAR              | —         | MPC                           |
| 441312     | 2008 AZ76  | 12 jan 2008 | Kitt Peak         | Spacewatch          | —         | MPC                           |
| 441313     | 2008 AX83  | 15 jan 2008 | Mount Lemmon      | Mount Lemmon Survey | —         | MPC                           |
| 441314     | 2008 AG91  | 13 jan 2008 | Kitt Peak         | Spacewatch          | —         | MPC                           |
| 441315     | 2008 AJ91  | 4 dez 2007  | Mount Lemmon      | Mount Lemmon Survey | —         | MPC                           |
| 441316     | 2008 AV125 | 6 jan 2008  | Mauna Kea         | P. A. Wiegert       | —         | MPC                           |
| 441317     | 2008 AF127 | 1 jan 2008  | Mount Lemmon      | Mount Lemmon Survey | —         | MPC                           |
| 441318     | 2008 AJ134 | 1 jan 2008  | Kitt Peak         | Spacewatch          | —         | MPC                           |
| 441319     | 2008 AH136 | 12 jan 2008 | Socorro           | LINEAR              | —         | MPC                           |
| 441320     | 2008 AF138 | 15 jan 2008 | Mount Lemmon      | Mount Lemmon Survey | —         | MPC                           |
| 441321     | 2008 BE4   | 18 dez 2007 | Mount Lemmon      | Mount Lemmon Survey | Eos       | MPC                           |
| 441322     | 2008 BK39  | 30 jan 2008 | Catalina          | CSS                 | —         | MPC                           |
| 441323     | 2008 BK50  | 16 dez 2007 | Catalina          | CSS                 | —         | MPC                           |
| 441324     | 2008 CR3   | 2 fev 2008  | Kitt Peak         | Spacewatch          | —         | MPC                           |
| 441325     | 2008 CO8   | 4 dez 2007  | Catalina          | CSS                 | —         | MPC                           |
| 441326     | 2008 CE36  | 2 fev 2008  | Kitt Peak         | Spacewatch          | Brangane  | MPC                           |
| 441327     | 2008 CQ55  | 18 nov 2007 | Mount Lemmon      | Mount Lemmon Survey | —         | MPC                           |
| 441328     | 2008 CE61  | 7 fev 2008  | Mount Lemmon      | Mount Lemmon Survey | —         | MPC                           |
| 441329     | 2008 CJ61  | 7 fev 2008  | Mount Lemmon      | Mount Lemmon Survey | Eos       | MPC                           |
| 441330     | 2008 CL79  | 7 fev 2008  | Kitt Peak         | Spacewatch          | —         | MPC                           |
| 441331     | 2008 CQ84  | 7 fev 2008  | Mount Lemmon      | Mount Lemmon Survey | —         | MPC                           |
| 441332     | 2008 CA110 | 9 fev 2008  | Kitt Peak         | Spacewatch          | —         | MPC                           |
| 441333     | 2008 CB120 | 2 fev 2008  | Mount Lemmon      | Mount Lemmon Survey | Brangane  | MPC                           |
| 441334     | 2008 CC120 | 11 fev 2008 | Dauban            | F. Kugel            | —         | MPC                           |
| 441335     | 2008 CG125 | 30 dez 2007 | Mount Lemmon      | Mount Lemmon Survey | —         | MPC                           |
| 441336     | 2008 CM130 | 8 fev 2008  | Kitt Peak         | Spacewatch          | —         | MPC                           |
| 441337     | 2008 CZ132 | 30 jan 2008 | Mount Lemmon      | Mount Lemmon Survey | —         | MPC                           |
| 441338     | 2008 CD137 | 8 fev 2008  | Mount Lemmon      | Mount Lemmon Survey | —         | MPC                           |
| 441339     | 2008 CT138 | 8 fev 2008  | Kitt Peak         | Spacewatch          | —         | MPC                           |
| 441340     | 2008 CG141 | 8 fev 2008  | Kitt Peak         | Spacewatch          | —         | MPC                           |
| 441341     | 2008 CA150 | 2 fev 2008  | Kitt Peak         | Spacewatch          | —         | MPC                           |
| 441342     | 2008 CD152 | 9 fev 2008  | Kitt Peak         | Spacewatch          | —         | MPC                           |
| 441343     | 2008 CM155 | 9 fev 2008  | Mount Lemmon      | Mount Lemmon Survey | Charis    | MPC                           |
| 441344     | 2008 CD191 | 2 fev 2008  | Kitt Peak         | Spacewatch          | —         | MPC                           |
| 441345     | 2008 CH192 | 2 fev 2008  | Kitt Peak         | Spacewatch          | —         | MPC                           |
| 441346     | 2008 CS199 | 14 set 2005 | Kitt Peak         | Spacewatch          | —         | MPC                           |
| 441347     | 2008 CL206 | 8 fev 2008  | Kitt Peak         | Spacewatch          | —         | MPC                           |
| 441348     | 2008 CO210 | 2 fev 2008  | Socorro           | LINEAR              | —         | MPC                           |
| 441349     | 2008 CG212 | 7 fev 2008  | Mount Lemmon      | Mount Lemmon Survey | —         | MPC                           |
| 441350     | 2008 DL3   | 2 fev 2008  | Kitt Peak         | Spacewatch          | —         | MPC                           |
| 441351     | 2008 DR4   | 26 fev 2008 | Bisei SG Center   | BATTeRS             | —         | MPC                           |
| 441352     | 2008 DS5   | 11 jan 1999 | Kitt Peak         | Spacewatch          | —         | MPC                           |
| 441353     | 2008 DG14  | 7 fev 2008  | Kitt Peak         | Spacewatch          | —         | MPC                           |
| 441354     | 2008 DL17  | 24 fev 2008 | Kitt Peak         | Spacewatch          | —         | MPC                           |
| 441355     | 2008 DD34  | 11 fev 2008 | Kitt Peak         | Spacewatch          | —         | MPC                           |
| 441356     | 2008 DF39  | 10 fev 2008 | Mount Lemmon      | Mount Lemmon Survey | —         | MPC                           |
| 441357     | 2008 DF52  | 29 fev 2008 | Mount Lemmon      | Mount Lemmon Survey | —         | MPC                           |
| 441358     | 2008 DC63  | 28 fev 2008 | Mount Lemmon      | Mount Lemmon Survey | —         | MPC                           |
| 441359     | 2008 DH72  | 12 fev 2008 | Kitt Peak         | Spacewatch          | Brangane  | MPC                           |
| 441360     | 2008 DV75  | 28 fev 2008 | Mount Lemmon      | Mount Lemmon Survey | —         | MPC                           |
| 441361     | 2008 DR77  | 28 fev 2008 | Mount Lemmon      | Mount Lemmon Survey | —         | MPC                           |
| 441362     | 2008 DC79  | 10 fev 2008 | Mount Lemmon      | Mount Lemmon Survey | —         | MPC                           |
| 441363     | 2008 DC81  | 26 fev 2008 | Mount Lemmon      | Mount Lemmon Survey | Eos       | MPC                           |
| 441364     | 2008 DY81  | 28 fev 2008 | Kitt Peak         | Spacewatch          | —         | MPC                           |
| 441365     | 2008 DK86  | 28 fev 2008 | Mount Lemmon      | Mount Lemmon Survey | —         | MPC                           |
| 441366     | 2008 DN86  | 29 fev 2008 | Kitt Peak         | Spacewatch          | —         | MPC                           |
| 441367     | 2008 EN5   | 30 jan 2008 | Kitt Peak         | Spacewatch          | —         | MPC                           |
| 441368     | 2008 EB11  | 1 mar 2008  | Kitt Peak         | Spacewatch          | Ursula    | MPC                           |
| 441369     | 2008 EH11  | 1 mar 2008  | Kitt Peak         | Spacewatch          | Brangane  | MPC                           |
| 441370     | 2008 EP17  | 1 mar 2008  | Kitt Peak         | Spacewatch          | —         | MPC                           |
| 441371     | 2008 EH21  | 2 mar 2008  | Kitt Peak         | Spacewatch          | —         | MPC                           |
| 441372     | 2008 EJ25  | 12 fev 2008 | Mount Lemmon      | Mount Lemmon Survey | Brangane  | MPC                           |
| 441373     | 2008 EW34  | 2 mar 2008  | Kitt Peak         | Spacewatch          | —         | MPC                           |
| 441374     | 2008 EL43  | 4 mar 2008  | XuYi              | PMO NEO             | —         | MPC                           |
| 441375     | 2008 ET59  | 8 mar 2008  | Kitt Peak         | Spacewatch          | —         | MPC                           |
| 441376     | 2008 EG62  | 9 mar 2008  | Mount Lemmon      | Mount Lemmon Survey | —         | MPC                           |
| 441377     | 2008 EU64  | 9 mar 2008  | Mount Lemmon      | Mount Lemmon Survey | —         | MPC                           |
| 441378     | 2008 EG78  | 7 mar 2008  | Kitt Peak         | Spacewatch          | —         | MPC                           |
| 441379     | 2008 EJ92  | 3 mar 2008  | Catalina          | CSS                 | —         | MPC                           |
| 441380     | 2008 EE94  | 4 mar 2008  | Mount Lemmon      | Mount Lemmon Survey | —         | MPC                           |
| 441381     | 2008 EL97  | 12 fev 2008 | Mount Lemmon      | Mount Lemmon Survey | —         | MPC                           |
| 441382     | 2008 EE119 | 12 fev 2008 | Mount Lemmon      | Mount Lemmon Survey | —         | MPC                           |
| 441383     | 2008 EB158 | 2 mar 2008  | Kitt Peak         | Spacewatch          | —         | MPC                           |
| 441384     | 2008 ES168 | 12 mar 2008 | Kitt Peak         | Spacewatch          | —         | MPC                           |
| 441385     | 2008 FU    | 25 mar 2008 | Kitt Peak         | Spacewatch          | —         | MPC                           |
| 441386     | 2008 FD13  | 1 mar 2008  | Kitt Peak         | Spacewatch          | —         | MPC                           |
| 441387     | 2008 FT17  | 27 mar 2008 | Kitt Peak         | Spacewatch          | —         | MPC                           |
| 441388     | 2008 FD22  | 27 mar 2008 | Kitt Peak         | Spacewatch          | —         | MPC                           |
| 441389     | 2008 FJ24  | 5 mar 2008  | Mount Lemmon      | Mount Lemmon Survey | —         | MPC                           |
| 441390     | 2008 FK24  | 27 mar 2008 | Kitt Peak         | Spacewatch          | —         | MPC                           |
| 441391     | 2008 FD30  | 8 fev 2008  | Kitt Peak         | Spacewatch          | —         | MPC                           |
| 441392     | 2008 FQ38  | 28 mar 2008 | Kitt Peak         | Spacewatch          | —         | MPC                           |
| 441393     | 2008 FU44  | 3 fev 2008  | Kitt Peak         | Spacewatch          | —         | MPC                           |
| 441394     | 2008 FR53  | 13 mar 2008 | Kitt Peak         | Spacewatch          | Ursula    | MPC                           |
| 441395     | 2008 FT55  | 5 mar 2008  | Kitt Peak         | Spacewatch          | —         | MPC                           |
| 441396     | 2008 FT59  | 29 mar 2008 | Mount Lemmon      | Mount Lemmon Survey | —         | MPC                           |
| 441397     | 2008 FS85  | 28 mar 2008 | Mount Lemmon      | Mount Lemmon Survey | —         | MPC                           |
| 441398     | 2008 FX93  | 29 mar 2008 | Kitt Peak         | Spacewatch          | —         | MPC                           |
| 441399     | 2008 FA102 | 30 mar 2008 | Kitt Peak         | Spacewatch          | —         | MPC                           |
| 441400     | 2008 FQ102 | 30 mar 2008 | Kitt Peak         | Spacewatch          | —         | MPC                           |

## 441401–441500
| Designação | Designação | Descoberta  | Descoberta    | Descobridor(es)     | Categoria | Mais informações / Referência |
| Permanente | Provisória | Data        | Local         | Descobridor(es)     | Categoria | Mais informações / Referência |
| ---------- | ---------- | ----------- | ------------- | ------------------- | --------- | ----------------------------- |
| 441401     | 2008 FT110 | 31 mar 2008 | Kitt Peak     | Spacewatch          | —         | MPC                           |
| 441402     | 2008 FO112 | 22 ago 2004 | Kitt Peak     | Spacewatch          | —         | MPC                           |
| 441403     | 2008 FG128 | 28 mar 2008 | Mount Lemmon  | Mount Lemmon Survey | —         | MPC                           |
| 441404     | 2008 FJ129 | 30 mar 2008 | Kitt Peak     | Spacewatch          | —         | MPC                           |
| 441405     | 2008 FJ130 | 29 mar 2008 | Kitt Peak     | Spacewatch          | —         | MPC                           |
| 441406     | 2008 FS136 | 29 mar 2008 | Kitt Peak     | Spacewatch          | —         | MPC                           |
| 441407     | 2008 FV137 | 31 mar 2008 | Catalina      | CSS                 | —         | MPC                           |
| 441408     | 2008 GA    | 1 abr 2008  | Piszkéstető   | K. Sárneczky        | —         | MPC                           |
| 441409     | 2008 GY1   | 13 fev 2008 | Catalina      | CSS                 | —         | MPC                           |
| 441410     | 2008 GT11  | 1 abr 2008  | Kitt Peak     | Spacewatch          | —         | MPC                           |
| 441411     | 2008 GP17  | 4 abr 2008  | Kitt Peak     | Spacewatch          | —         | MPC                           |
| 441412     | 2008 GH24  | 1 abr 2008  | Mount Lemmon  | Mount Lemmon Survey | —         | MPC                           |
| 441413     | 2008 GH26  | 4 mar 2008  | Mount Lemmon  | Mount Lemmon Survey | —         | MPC                           |
| 441414     | 2008 GU36  | 3 abr 2008  | Kitt Peak     | Spacewatch          | —         | MPC                           |
| 441415     | 2008 GQ38  | 3 abr 2008  | Mount Lemmon  | Mount Lemmon Survey | —         | MPC                           |
| 441416     | 2008 GK46  | 4 abr 2008  | Kitt Peak     | Spacewatch          | —         | MPC                           |
| 441417     | 2008 GL47  | 4 abr 2008  | Kitt Peak     | Spacewatch          | Brangane  | MPC                           |
| 441418     | 2008 GG50  | 5 abr 2008  | Mount Lemmon  | Mount Lemmon Survey | —         | MPC                           |
| 441419     | 2008 GS50  | 5 abr 2008  | Mount Lemmon  | Mount Lemmon Survey | —         | MPC                           |
| 441420     | 2008 GZ54  | 5 abr 2008  | Mount Lemmon  | Mount Lemmon Survey | —         | MPC                           |
| 441421     | 2008 GL60  | 5 abr 2008  | Kitt Peak     | Spacewatch          | —         | MPC                           |
| 441422     | 2008 GN62  | 5 abr 2008  | Catalina      | CSS                 | —         | MPC                           |
| 441423     | 2008 GV62  | 12 mar 2008 | Mount Lemmon  | Mount Lemmon Survey | —         | MPC                           |
| 441424     | 2008 GE84  | 3 abr 2008  | Kitt Peak     | Spacewatch          | —         | MPC                           |
| 441425     | 2008 GD89  | 29 mar 2008 | Kitt Peak     | Spacewatch          | —         | MPC                           |
| 441426     | 2008 GV96  | 8 abr 2008  | Mount Lemmon  | Mount Lemmon Survey | —         | MPC                           |
| 441427     | 2008 GT99  | 28 mar 2008 | Kitt Peak     | Spacewatch          | —         | MPC                           |
| 441428     | 2008 GJ100 | 5 mar 2008  | Mount Lemmon  | Mount Lemmon Survey | —         | MPC                           |
| 441429     | 2008 GC127 | 14 abr 2008 | Mount Lemmon  | Mount Lemmon Survey | —         | MPC                           |
| 441430     | 2008 GT132 | 14 abr 2008 | Mount Lemmon  | Mount Lemmon Survey | —         | MPC                           |
| 441431     | 2008 GC138 | 13 abr 2008 | Mount Lemmon  | Mount Lemmon Survey | —         | MPC                           |
| 441432     | 2008 GG139 | 3 abr 2008  | Kitt Peak     | Spacewatch          | —         | MPC                           |
| 441433     | 2008 HN    | 12 mar 2008 | Kitt Peak     | Spacewatch          | —         | MPC                           |
| 441434     | 2008 HE4   | 30 mar 2008 | Catalina      | CSS                 | —         | MPC                           |
| 441435     | 2008 HE8   | 3 abr 2008  | Mount Lemmon  | Mount Lemmon Survey | —         | MPC                           |
| 441436     | 2008 HG9   | 24 abr 2008 | Kitt Peak     | Spacewatch          | —         | MPC                           |
| 441437     | 2008 HM15  | 6 abr 2008  | Kitt Peak     | Spacewatch          | —         | MPC                           |
| 441438     | 2008 HP17  | 31 mar 2008 | Mount Lemmon  | Mount Lemmon Survey | —         | MPC                           |
| 441439     | 2008 HL21  | 29 mar 2008 | Kitt Peak     | Spacewatch          | Brangane  | MPC                           |
| 441440     | 2008 HU21  | 26 abr 2008 | Mount Lemmon  | Mount Lemmon Survey | —         | MPC                           |
| 441441     | 2008 HG24  | 27 abr 2008 | Kitt Peak     | Spacewatch          | Brangane  | MPC                           |
| 441442     | 2008 HW43  | 1 abr 2008  | Kitt Peak     | Spacewatch          | —         | MPC                           |
| 441443     | 2008 HH46  | 28 abr 2008 | Kitt Peak     | Spacewatch          | —         | MPC                           |
| 441444     | 2008 HX48  | 11 mar 2008 | Mount Lemmon  | Mount Lemmon Survey | —         | MPC                           |
| 441445     | 2008 HY54  | 29 abr 2008 | Kitt Peak     | Spacewatch          | —         | MPC                           |
| 441446     | 2008 HS57  | 30 abr 2008 | Kitt Peak     | Spacewatch          | —         | MPC                           |
| 441447     | 2008 HM67  | 29 abr 2008 | Kitt Peak     | Spacewatch          | —         | MPC                           |
| 441448     | 2008 HF68  | 29 abr 2008 | Mount Lemmon  | Mount Lemmon Survey | —         | MPC                           |
| 441449     | 2008 JJ9   | 28 abr 2008 | Mount Lemmon  | Mount Lemmon Survey | —         | MPC                           |
| 441450     | 2008 KY4   | 5 mai 2008  | Kitt Peak     | Spacewatch          | —         | MPC                           |
| 441451     | 2008 KK9   | 27 mai 2008 | Kitt Peak     | Spacewatch          | —         | MPC                           |
| 441452     | 2008 KV33  | 29 mai 2008 | Kitt Peak     | Spacewatch          | —         | MPC                           |
| 441453     | 2008 MO3   | 30 jun 2008 | Kitt Peak     | Spacewatch          | —         | MPC                           |
| 441454     | 2008 OS2   | 27 jul 2008 | La Sagra      | Mallorca Obs.       | —         | MPC                           |
| 441455     | 2008 OO3   | 30 jun 2008 | Socorro       | LINEAR              | —         | MPC                           |
| 441456     | 2008 OT3   | 25 jul 2008 | Siding Spring | SSS                 | —         | MPC                           |
| 441457     | 2008 OE22  | 30 jul 2008 | Kitt Peak     | Spacewatch          | —         | MPC                           |
| 441458     | 2008 PN2   | 29 out 2005 | Kitt Peak     | Spacewatch          | —         | MPC                           |
| 441459     | 2008 PF11  | 7 ago 2008  | Reedy Creek   | J. Broughton        | —         | MPC                           |
| 441460     | 2008 PN14  | 29 jul 2008 | Kitt Peak     | Spacewatch          | —         | MPC                           |
| 441461     | 2008 PA19  | 7 ago 2008  | Kitt Peak     | Spacewatch          | —         | MPC                           |
| 441462     | 2008 PD22  | 23 out 2001 | Socorro       | LINEAR              | —         | MPC                           |
| 441463     | 2008 QQ5   | 22 ago 2008 | Kitt Peak     | Spacewatch          | —         | MPC                           |
| 441464     | 2008 QE21  | 26 ago 2008 | Socorro       | LINEAR              | —         | MPC                           |
| 441465     | 2008 QU23  | 7 ago 2008  | Kitt Peak     | Spacewatch          | Mitidika  | MPC                           |
| 441466     | 2008 QD34  | 29 ago 2008 | La Sagra      | Mallorca Obs.       | —         | MPC                           |
| 441467     | 2008 QE36  | 21 ago 2008 | Kitt Peak     | Spacewatch          | —         | MPC                           |
| 441468     | 2008 RS1   | 2 set 2008  | Kitt Peak     | Spacewatch          | —         | MPC                           |
| 441469     | 2008 RL58  | 3 set 2008  | Kitt Peak     | Spacewatch          | —         | MPC                           |
| 441470     | 2008 RC70  | 5 set 2008  | Kitt Peak     | Spacewatch          | —         | MPC                           |
| 441471     | 2008 RS73  | 6 set 2008  | Catalina      | CSS                 | —         | MPC                           |
| 441472     | 2008 RV86  | 5 set 2008  | Kitt Peak     | Spacewatch          | —         | MPC                           |
| 441473     | 2008 RJ94  | 6 set 2008  | Mount Lemmon  | Mount Lemmon Survey | —         | MPC                           |
| 441474     | 2008 RD106 | 6 set 2008  | Catalina      | CSS                 | —         | MPC                           |
| 441475     | 2008 RY114 | 6 set 2008  | Mount Lemmon  | Mount Lemmon Survey | —         | MPC                           |
| 441476     | 2008 RK118 | 9 set 2008  | Mount Lemmon  | Mount Lemmon Survey | —         | MPC                           |
| 441477     | 2008 RQ119 | 10 set 2008 | Kitt Peak     | Spacewatch          | Mitidika  | MPC                           |
| 441478     | 2008 RP128 | 9 set 2008  | Mount Lemmon  | Mount Lemmon Survey | —         | MPC                           |
| 441479     | 2008 RD129 | 9 set 2008  | Kitt Peak     | Spacewatch          | —         | MPC                           |
| 441480     | 2008 RQ131 | 5 set 2008  | Kitt Peak     | Spacewatch          | —         | MPC                           |
| 441481     | 2008 RB142 | 4 set 2008  | Kitt Peak     | Spacewatch          | —         | MPC                           |
| 441482     | 2008 SJ6   | 4 set 2008  | Kitt Peak     | Spacewatch          | —         | MPC                           |
| 441483     | 2008 SB15  | 19 set 2008 | Kitt Peak     | Spacewatch          | —         | MPC                           |
| 441484     | 2008 SG26  | 19 set 2008 | Kitt Peak     | Spacewatch          | —         | MPC                           |
| 441485     | 2008 SL32  | 5 set 2008  | Kitt Peak     | Spacewatch          | —         | MPC                           |
| 441486     | 2008 SS46  | 20 set 2008 | Kitt Peak     | Spacewatch          | —         | MPC                           |
| 441487     | 2008 SX49  | 20 set 2008 | Mount Lemmon  | Mount Lemmon Survey | —         | MPC                           |
| 441488     | 2008 SA58  | 20 set 2008 | Kitt Peak     | Spacewatch          | —         | MPC                           |
| 441489     | 2008 ST58  | 20 set 2008 | Kitt Peak     | Spacewatch          | —         | MPC                           |
| 441490     | 2008 SB63  | 21 set 2008 | Kitt Peak     | Spacewatch          | —         | MPC                           |
| 441491     | 2008 SL71  | 22 set 2008 | Kitt Peak     | Spacewatch          | —         | MPC                           |
| 441492     | 2008 SQ71  | 22 set 2008 | Kitt Peak     | Spacewatch          | —         | MPC                           |
| 441493     | 2008 SN72  | 22 set 2008 | Kitt Peak     | Spacewatch          | —         | MPC                           |
| 441494     | 2008 SE77  | 23 set 2008 | Mount Lemmon  | Mount Lemmon Survey | —         | MPC                           |
| 441495     | 2008 SF81  | 23 set 2008 | Mount Lemmon  | Mount Lemmon Survey | —         | MPC                           |
| 441496     | 2008 SF89  | 21 set 2008 | Kitt Peak     | Spacewatch          | —         | MPC                           |
| 441497     | 2008 SA90  | 21 set 2008 | Kitt Peak     | Spacewatch          | —         | MPC                           |
| 441498     | 2008 SN97  | 21 set 2008 | Kitt Peak     | Spacewatch          | —         | MPC                           |
| 441499     | 2008 SQ97  | 21 set 2008 | Kitt Peak     | Spacewatch          | —         | MPC                           |
| 441500     | 2008 SR98  | 21 set 2008 | Kitt Peak     | Spacewatch          | —         | MPC                           |

## 441501–441600
| Designação | Designação | Descoberta  | Descoberta      | Descobridor(es)     | Categoria | Mais informações / Referência |
| Permanente | Provisória | Data        | Local           | Descobridor(es)     | Categoria | Mais informações / Referência |
| ---------- | ---------- | ----------- | --------------- | ------------------- | --------- | ----------------------------- |
| 441501     | 2008 SY99  | 21 set 2008 | Kitt Peak       | Spacewatch          | —         | MPC                           |
| 441502     | 2008 SV111 | 7 set 2008  | Mount Lemmon    | Mount Lemmon Survey | Mitidika  | MPC                           |
| 441503     | 2008 SH117 | 22 set 2008 | Mount Lemmon    | Mount Lemmon Survey | —         | MPC                           |
| 441504     | 2008 SS125 | 22 set 2008 | Mount Lemmon    | Mount Lemmon Survey | Mitidika  | MPC                           |
| 441505     | 2008 SG126 | 22 set 2008 | Mount Lemmon    | Mount Lemmon Survey | —         | MPC                           |
| 441506     | 2008 SW126 | 22 set 2008 | Kitt Peak       | Spacewatch          | —         | MPC                           |
| 441507     | 2008 SG129 | 22 set 2008 | Kitt Peak       | Spacewatch          | —         | MPC                           |
| 441508     | 2008 SL131 | 22 set 2008 | Kitt Peak       | Spacewatch          | —         | MPC                           |
| 441509     | 2008 SO136 | 23 set 2008 | Kitt Peak       | Spacewatch          | Juno      | MPC                           |
| 441510     | 2008 SY139 | 24 set 2008 | Catalina        | CSS                 | —         | MPC                           |
| 441511     | 2008 SZ139 | 24 ago 2008 | Kitt Peak       | Spacewatch          | —         | MPC                           |
| 441512     | 2008 SZ141 | 24 set 2008 | Mount Lemmon    | Mount Lemmon Survey | Mitidika  | MPC                           |
| 441513     | 2008 SH146 | 23 set 2008 | Kitt Peak       | Spacewatch          | —         | MPC                           |
| 441514     | 2008 SP149 | 28 set 2008 | Dauban          | F. Kugel            | —         | MPC                           |
| 441515     | 2008 SJ152 | 23 set 2008 | Catalina        | CSS                 | —         | MPC                           |
| 441516     | 2008 SR159 | 24 set 2008 | Socorro         | LINEAR              | —         | MPC                           |
| 441517     | 2008 SB160 | 24 set 2008 | Socorro         | LINEAR              | —         | MPC                           |
| 441518     | 2008 SM164 | 28 set 2008 | Socorro         | LINEAR              | Mitidika  | MPC                           |
| 441519     | 2008 SC168 | 21 set 2008 | Kitt Peak       | Spacewatch          | —         | MPC                           |
| 441520     | 2008 SE175 | 23 set 2008 | Kitt Peak       | Spacewatch          | —         | MPC                           |
| 441521     | 2008 SF181 | 24 set 2008 | Kitt Peak       | Spacewatch          | —         | MPC                           |
| 441522     | 2008 SX181 | 24 set 2008 | Mount Lemmon    | Mount Lemmon Survey | —         | MPC                           |
| 441523     | 2008 SC183 | 24 set 2008 | Mount Lemmon    | Mount Lemmon Survey | —         | MPC                           |
| 441524     | 2008 SP185 | 24 set 2008 | Siding Spring   | SSS                 | —         | MPC                           |
| 441525     | 2008 SK220 | 30 set 2008 | La Sagra        | Mallorca Obs.       | Juno      | MPC                           |
| 441526     | 2008 SQ221 | 25 set 2008 | Mount Lemmon    | Mount Lemmon Survey | —         | MPC                           |
| 441527     | 2008 SV242 | 29 set 2008 | Kitt Peak       | Spacewatch          | Mitidika  | MPC                           |
| 441528     | 2008 SC243 | 29 set 2008 | Kitt Peak       | Spacewatch          | —         | MPC                           |
| 441529     | 2008 SQ256 | 21 set 2008 | Kitt Peak       | Spacewatch          | —         | MPC                           |
| 441530     | 2008 SD258 | 22 set 2008 | Kitt Peak       | Spacewatch          | —         | MPC                           |
| 441531     | 2008 SH282 | 29 set 2008 | Mount Lemmon    | Mount Lemmon Survey | —         | MPC                           |
| 441532     | 2008 SU283 | 23 set 2008 | Kitt Peak       | Spacewatch          | —         | MPC                           |
| 441533     | 2008 SV283 | 23 set 2008 | Kitt Peak       | Spacewatch          | —         | MPC                           |
| 441534     | 2008 SP286 | 22 set 2008 | Kitt Peak       | Spacewatch          | —         | MPC                           |
| 441535     | 2008 SA300 | 22 set 2008 | Kitt Peak       | Spacewatch          | —         | MPC                           |
| 441536     | 2008 SG307 | 29 set 2008 | Kitt Peak       | Spacewatch          | —         | MPC                           |
| 441537     | 2008 SX307 | 29 set 2008 | Kitt Peak       | Spacewatch          | Mitidika  | MPC                           |
| 441538     | 2008 SA308 | 29 set 2008 | Kitt Peak       | Spacewatch          | —         | MPC                           |
| 441539     | 2008 SP309 | 22 set 2008 | Mount Lemmon    | Mount Lemmon Survey | Mitidika  | MPC                           |
| 441540     | 2008 TF5   | 1 out 2008  | La Sagra        | Mallorca Obs.       | —         | MPC                           |
| 441541     | 2008 TJ9   | 1 out 2008  | Kitt Peak       | Spacewatch          | —         | MPC                           |
| 441542     | 2008 TP17  | 1 out 2008  | Mount Lemmon    | Mount Lemmon Survey | —         | MPC                           |
| 441543     | 2008 TC20  | 22 set 2008 | Mount Lemmon    | Mount Lemmon Survey | —         | MPC                           |
| 441544     | 2008 TK22  | 1 out 2008  | Kitt Peak       | Spacewatch          | —         | MPC                           |
| 441545     | 2008 TV35  | 1 out 2008  | Mount Lemmon    | Mount Lemmon Survey | —         | MPC                           |
| 441546     | 2008 TH43  | 1 out 2008  | Mount Lemmon    | Mount Lemmon Survey | —         | MPC                           |
| 441547     | 2008 TY47  | 1 out 2008  | Kitt Peak       | Spacewatch          | —         | MPC                           |
| 441548     | 2008 TD67  | 2 out 2008  | Kitt Peak       | Spacewatch          | Juno      | MPC                           |
| 441549     | 2008 TM68  | 2 out 2008  | Kitt Peak       | Spacewatch          | —         | MPC                           |
| 441550     | 2008 TT69  | 23 set 2008 | Kitt Peak       | Spacewatch          | Juno      | MPC                           |
| 441551     | 2008 TC77  | 2 out 2008  | Mount Lemmon    | Mount Lemmon Survey | —         | MPC                           |
| 441552     | 2008 TR83  | 3 out 2008  | Kitt Peak       | Spacewatch          | —         | MPC                           |
| 441553     | 2008 TC91  | 3 out 2008  | Kitt Peak       | Spacewatch          | —         | MPC                           |
| 441554     | 2008 TS120 | 7 out 2008  | Mount Lemmon    | Mount Lemmon Survey | —         | MPC                           |
| 441555     | 2008 TP125 | 8 out 2008  | Mount Lemmon    | Mount Lemmon Survey | —         | MPC                           |
| 441556     | 2008 TD136 | 8 out 2008  | Kitt Peak       | Spacewatch          | —         | MPC                           |
| 441557     | 2008 TO138 | 23 set 2008 | Kitt Peak       | Spacewatch          | —         | MPC                           |
| 441558     | 2008 TW157 | 23 set 2008 | Catalina        | CSS                 | —         | MPC                           |
| 441559     | 2008 TF167 | 8 out 2008  | Mount Lemmon    | Mount Lemmon Survey | —         | MPC                           |
| 441560     | 2008 TP176 | 10 out 2008 | Kitt Peak       | Spacewatch          | —         | MPC                           |
| 441561     | 2008 TM177 | 9 out 2008  | Catalina        | CSS                 | —         | MPC                           |
| 441562     | 2008 TD188 | 9 out 2008  | Kitt Peak       | Spacewatch          | —         | MPC                           |
| 441563     | 2008 UK    | 19 out 2008 | Antares         | ARO                 | Juno      | MPC                           |
| 441564     | 2008 UN7   | 26 out 2008 | Bisei SG Center | BATTeRS             | —         | MPC                           |
| 441565     | 2008 UJ23  | 7 set 2008  | Mount Lemmon    | Mount Lemmon Survey | —         | MPC                           |
| 441566     | 2008 UR24  | 20 out 2008 | Kitt Peak       | Spacewatch          | —         | MPC                           |
| 441567     | 2008 UJ30  | 20 out 2008 | Kitt Peak       | Spacewatch          | —         | MPC                           |
| 441568     | 2008 UT31  | 20 out 2008 | Kitt Peak       | Spacewatch          | —         | MPC                           |
| 441569     | 2008 UJ33  | 20 out 2008 | Kitt Peak       | Spacewatch          | —         | MPC                           |
| 441570     | 2008 UJ36  | 6 set 2008  | Mount Lemmon    | Mount Lemmon Survey | —         | MPC                           |
| 441571     | 2008 UX41  | 20 out 2008 | Kitt Peak       | Spacewatch          | —         | MPC                           |
| 441572     | 2008 UJ42  | 20 out 2008 | Kitt Peak       | Spacewatch          | —         | MPC                           |
| 441573     | 2008 UP43  | 20 out 2008 | Mount Lemmon    | Mount Lemmon Survey | —         | MPC                           |
| 441574     | 2008 UG46  | 20 out 2008 | Kitt Peak       | Spacewatch          | —         | MPC                           |
| 441575     | 2008 UD48  | 20 out 2008 | Mount Lemmon    | Mount Lemmon Survey | —         | MPC                           |
| 441576     | 2008 UH54  | 20 out 2008 | Kitt Peak       | Spacewatch          | —         | MPC                           |
| 441577     | 2008 UU57  | 21 out 2008 | Kitt Peak       | Spacewatch          | —         | MPC                           |
| 441578     | 2008 UN65  | 21 out 2008 | Kitt Peak       | Spacewatch          | Phocaea   | MPC                           |
| 441579     | 2008 UB74  | 21 out 2008 | Kitt Peak       | Spacewatch          | —         | MPC                           |
| 441580     | 2008 UH80  | 22 out 2008 | Kitt Peak       | Spacewatch          | —         | MPC                           |
| 441581     | 2008 UU83  | 25 set 2008 | Mount Lemmon    | Mount Lemmon Survey | —         | MPC                           |
| 441582     | 2008 UW94  | 24 out 2008 | Mount Lemmon    | Mount Lemmon Survey | —         | MPC                           |
| 441583     | 2008 UM96  | 24 out 2008 | Socorro         | LINEAR              | —         | MPC                           |
| 441584     | 2008 US97  | 1 out 2008  | Kitt Peak       | Spacewatch          | —         | MPC                           |
| 441585     | 2008 UO98  | 26 out 2008 | Socorro         | LINEAR              | —         | MPC                           |
| 441586     | 2008 UW98  | 27 out 2008 | Socorro         | LINEAR              | —         | MPC                           |
| 441587     | 2008 UL113 | 22 out 2008 | Kitt Peak       | Spacewatch          | —         | MPC                           |
| 441588     | 2008 UA114 | 22 out 2008 | Kitt Peak       | Spacewatch          | —         | MPC                           |
| 441589     | 2008 UT114 | 22 out 2008 | Kitt Peak       | Spacewatch          | —         | MPC                           |
| 441590     | 2008 UK119 | 22 out 2008 | Kitt Peak       | Spacewatch          | —         | MPC                           |
| 441591     | 2008 UT122 | 22 out 2008 | Kitt Peak       | Spacewatch          | —         | MPC                           |
| 441592     | 2008 UC128 | 22 out 2008 | Kitt Peak       | Spacewatch          | —         | MPC                           |
| 441593     | 2008 UA157 | 23 out 2008 | Mount Lemmon    | Mount Lemmon Survey | —         | MPC                           |
| 441594     | 2008 UA167 | 24 out 2008 | Kitt Peak       | Spacewatch          | —         | MPC                           |
| 441595     | 2008 UH176 | 24 out 2008 | Mount Lemmon    | Mount Lemmon Survey | —         | MPC                           |
| 441596     | 2008 UL178 | 24 out 2008 | Mount Lemmon    | Mount Lemmon Survey | —         | MPC                           |
| 441597     | 2008 UC180 | 24 out 2008 | Kitt Peak       | Spacewatch          | Juno      | MPC                           |
| 441598     | 2008 UJ186 | 20 out 2008 | Mount Lemmon    | Mount Lemmon Survey | —         | MPC                           |
| 441599     | 2008 UW195 | 24 set 2008 | Mount Lemmon    | Mount Lemmon Survey | —         | MPC                           |
| 441600     | 2008 UC201 | 28 out 2008 | Socorro         | LINEAR              | —         | MPC                           |

## 441601–441700
| Designação | Designação | Descoberta  | Descoberta    | Descobridor(es)        | Categoria | Mais informações / Referência |
| Permanente | Provisória | Data        | Local         | Descobridor(es)        | Categoria | Mais informações / Referência |
| ---------- | ---------- | ----------- | ------------- | ---------------------- | --------- | ----------------------------- |
| 441601     | 2008 UC208 | 22 set 2008 | Mount Lemmon  | Mount Lemmon Survey    | —         | MPC                           |
| 441602     | 2008 UK213 | 24 out 2008 | Catalina      | CSS                    | —         | MPC                           |
| 441603     | 2008 UD219 | 25 out 2008 | Kitt Peak     | Spacewatch             | —         | MPC                           |
| 441604     | 2008 UR232 | 26 out 2008 | Kitt Peak     | Spacewatch             | —         | MPC                           |
| 441605     | 2008 UT234 | 24 mai 2007 | Mount Lemmon  | Mount Lemmon Survey    | —         | MPC                           |
| 441606     | 2008 UV237 | 26 out 2008 | Kitt Peak     | Spacewatch             | —         | MPC                           |
| 441607     | 2008 UR239 | 26 out 2008 | Kitt Peak     | Spacewatch             | —         | MPC                           |
| 441608     | 2008 UQ271 | 28 out 2008 | Kitt Peak     | Spacewatch             | —         | MPC                           |
| 441609     | 2008 UF272 | 20 out 2008 | Kitt Peak     | Spacewatch             | —         | MPC                           |
| 441610     | 2008 UZ290 | 28 out 2008 | Kitt Peak     | Spacewatch             | —         | MPC                           |
| 441611     | 2008 UX292 | 9 out 2008  | Kitt Peak     | Spacewatch             | —         | MPC                           |
| 441612     | 2008 UL300 | 9 set 2008  | Kitt Peak     | Spacewatch             | —         | MPC                           |
| 441613     | 2008 UO300 | 29 set 2008 | Catalina      | CSS                    | —         | MPC                           |
| 441614     | 2008 UF309 | 30 out 2008 | Catalina      | CSS                    | —         | MPC                           |
| 441615     | 2008 US315 | 30 out 2008 | Kitt Peak     | Spacewatch             | —         | MPC                           |
| 441616     | 2008 UU315 | 30 out 2008 | Kitt Peak     | Spacewatch             | Mitidika  | MPC                           |
| 441617     | 2008 UB316 | 25 set 2008 | Mount Lemmon  | Mount Lemmon Survey    | —         | MPC                           |
| 441618     | 2008 UN320 | 31 out 2008 | Catalina      | CSS                    | —         | MPC                           |
| 441619     | 2008 US342 | 29 out 2008 | Kitt Peak     | Spacewatch             | —         | MPC                           |
| 441620     | 2008 UQ345 | 31 out 2008 | Mount Lemmon  | Mount Lemmon Survey    | —         | MPC                           |
| 441621     | 2008 US365 | 22 out 2008 | Mount Lemmon  | Mount Lemmon Survey    | —         | MPC                           |
| 441622     | 2008 UP366 | 20 out 2008 | Mount Lemmon  | Mount Lemmon Survey    | —         | MPC                           |
| 441623     | 2008 US369 | 29 out 2008 | Kitt Peak     | Spacewatch             | —         | MPC                           |
| 441624     | 2008 VH1   | 1 nov 2008  | Socorro       | LINEAR                 | —         | MPC                           |
| 441625     | 2008 VP1   | 31 out 2008 | Catalina      | CSS                    | —         | MPC                           |
| 441626     | 2008 VG5   | 2 nov 2008  | Mount Lemmon  | Mount Lemmon Survey    | —         | MPC                           |
| 441627     | 2008 VD18  | 1 nov 2008  | Kitt Peak     | Spacewatch             | —         | MPC                           |
| 441628     | 2008 VN18  | 1 nov 2008  | Kitt Peak     | Spacewatch             | Erigone   | MPC                           |
| 441629     | 2008 VJ33  | 2 nov 2008  | Mount Lemmon  | Mount Lemmon Survey    | —         | MPC                           |
| 441630     | 2008 VA40  | 3 nov 2008  | Mount Lemmon  | Mount Lemmon Survey    | —         | MPC                           |
| 441631     | 2008 VE51  | 4 nov 2008  | Kitt Peak     | Spacewatch             | —         | MPC                           |
| 441632     | 2008 VS58  | 7 nov 2008  | Mount Lemmon  | Mount Lemmon Survey    | —         | MPC                           |
| 441633     | 2008 VB68  | 5 nov 2008  | Siding Spring | SSS                    | —         | MPC                           |
| 441634     | 2008 VT71  | 8 nov 2008  | Mount Lemmon  | Mount Lemmon Survey    | —         | MPC                           |
| 441635     | 2008 VW72  | 1 nov 2008  | Mount Lemmon  | Mount Lemmon Survey    | —         | MPC                           |
| 441636     | 2008 VY74  | 1 nov 2008  | Mount Lemmon  | Mount Lemmon Survey    | —         | MPC                           |
| 441637     | 2008 VZ76  | 2 nov 2008  | Mount Lemmon  | Mount Lemmon Survey    | —         | MPC                           |
| 441638     | 2008 VA78  | 7 nov 2008  | Mount Lemmon  | Mount Lemmon Survey    | —         | MPC                           |
| 441639     | 2008 VC78  | 7 nov 2008  | Mount Lemmon  | Mount Lemmon Survey    | —         | MPC                           |
| 441640     | 2008 WG13  | 7 nov 2008  | Mount Lemmon  | Mount Lemmon Survey    | —         | MPC                           |
| 441641     | 2008 WZ13  | 20 nov 2008 | Mount Lemmon  | Mount Lemmon Survey    | —         | MPC                           |
| 441642     | 2008 WF24  | 18 nov 2008 | Kitt Peak     | Spacewatch             | Mitidika  | MPC                           |
| 441643     | 2008 WQ24  | 22 set 2008 | Mount Lemmon  | Mount Lemmon Survey    | —         | MPC                           |
| 441644     | 2008 WL27  | 24 out 2008 | Kitt Peak     | Spacewatch             | —         | MPC                           |
| 441645     | 2008 WZ28  | 19 nov 2008 | Mount Lemmon  | Mount Lemmon Survey    | —         | MPC                           |
| 441646     | 2008 WO31  | 2 mar 2006  | Kitt Peak     | Spacewatch             | —         | MPC                           |
| 441647     | 2008 WQ43  | 17 nov 2008 | Kitt Peak     | Spacewatch             | —         | MPC                           |
| 441648     | 2008 WM44  | 17 nov 2008 | Kitt Peak     | Spacewatch             | —         | MPC                           |
| 441649     | 2008 WY45  | 3 nov 2004  | Kitt Peak     | Spacewatch             | —         | MPC                           |
| 441650     | 2008 WC66  | 18 nov 2008 | Catalina      | CSS                    | —         | MPC                           |
| 441651     | 2008 WZ68  | 18 nov 2008 | Kitt Peak     | Spacewatch             | —         | MPC                           |
| 441652     | 2008 WB72  | 28 set 2008 | Mount Lemmon  | Mount Lemmon Survey    | —         | MPC                           |
| 441653     | 2008 WZ73  | 19 nov 2008 | Mount Lemmon  | Mount Lemmon Survey    | —         | MPC                           |
| 441654     | 2008 WQ74  | 20 nov 2008 | Kitt Peak     | Spacewatch             | —         | MPC                           |
| 441655     | 2008 WD80  | 1 out 2008  | Mount Lemmon  | Mount Lemmon Survey    | —         | MPC                           |
| 441656     | 2008 WZ87  | 22 abr 2007 | Kitt Peak     | Spacewatch             | —         | MPC                           |
| 441657     | 2008 WH90  | 22 nov 2008 | Kitt Peak     | Spacewatch             | —         | MPC                           |
| 441658     | 2008 WQ91  | 8 nov 2008  | Mount Lemmon  | Mount Lemmon Survey    | —         | MPC                           |
| 441659     | 2008 WV95  | 23 nov 2008 | Socorro       | LINEAR                 | —         | MPC                           |
| 441660     | 2008 WS108 | 30 nov 2008 | Catalina      | CSS                    | —         | MPC                           |
| 441661     | 2008 WE112 | 30 nov 2008 | Kitt Peak     | Spacewatch             | —         | MPC                           |
| 441662     | 2008 WJ124 | 21 nov 2008 | Kitt Peak     | Spacewatch             | —         | MPC                           |
| 441663     | 2008 WL134 | 21 nov 2008 | Mount Lemmon  | Mount Lemmon Survey    | —         | MPC                           |
| 441664     | 2008 WW134 | 30 nov 2008 | Socorro       | LINEAR                 | Phocaea   | MPC                           |
| 441665     | 2008 WE135 | 18 nov 2008 | Kitt Peak     | Spacewatch             | Mitidika  | MPC                           |
| 441666     | 2008 WU137 | 24 nov 2008 | Kitt Peak     | Spacewatch             | —         | MPC                           |
| 441667     | 2008 WR138 | 19 nov 2008 | Mount Lemmon  | Mount Lemmon Survey    | Pallas    | MPC                           |
| 441668     | 2008 XE11  | 1 dez 2008  | Catalina      | CSS                    | —         | MPC                           |
| 441669     | 2008 XP14  | 1 dez 2008  | Kitt Peak     | Spacewatch             | —         | MPC                           |
| 441670     | 2008 XO36  | 2 dez 2008  | Kitt Peak     | Spacewatch             | —         | MPC                           |
| 441671     | 2008 XX37  | 20 nov 2008 | Kitt Peak     | Spacewatch             | —         | MPC                           |
| 441672     | 2008 XU38  | 2 dez 2008  | Kitt Peak     | Spacewatch             | —         | MPC                           |
| 441673     | 2008 XU43  | 23 nov 2008 | Mount Lemmon  | Mount Lemmon Survey    | —         | MPC                           |
| 441674     | 2008 XK48  | 4 dez 2008  | Mount Lemmon  | Mount Lemmon Survey    | —         | MPC                           |
| 441675     | 2008 XP52  | 2 dez 2008  | Mount Lemmon  | Mount Lemmon Survey    | —         | MPC                           |
| 441676     | 2008 YB6   | 21 dez 2008 | San Marcello  | Pistoia Mountains Obs. | —         | MPC                           |
| 441677     | 2008 YO6   | 3 dez 2008  | Mount Lemmon  | Mount Lemmon Survey    | —         | MPC                           |
| 441678     | 2008 YR15  | 4 dez 2008  | Mount Lemmon  | Mount Lemmon Survey    | —         | MPC                           |
| 441679     | 2008 YB18  | 21 dez 2008 | Mount Lemmon  | Mount Lemmon Survey    | —         | MPC                           |
| 441680     | 2008 YE22  | 8 nov 2008  | Mount Lemmon  | Mount Lemmon Survey    | —         | MPC                           |
| 441681     | 2008 YK30  | 7 nov 2008  | Mount Lemmon  | Mount Lemmon Survey    | —         | MPC                           |
| 441682     | 2008 YM45  | 29 dez 2008 | Mount Lemmon  | Mount Lemmon Survey    | —         | MPC                           |
| 441683     | 2008 YW47  | 21 dez 2008 | Kitt Peak     | Spacewatch             | —         | MPC                           |
| 441684     | 2008 YE53  | 29 dez 2008 | Mount Lemmon  | Mount Lemmon Survey    | —         | MPC                           |
| 441685     | 2008 YW89  | 21 dez 2008 | Mount Lemmon  | Mount Lemmon Survey    | —         | MPC                           |
| 441686     | 2008 YG93  | 21 dez 2008 | Kitt Peak     | Spacewatch             | —         | MPC                           |
| 441687     | 2008 YK96  | 29 dez 2008 | Mount Lemmon  | Mount Lemmon Survey    | —         | MPC                           |
| 441688     | 2008 YL99  | 29 dez 2008 | Kitt Peak     | Spacewatch             | —         | MPC                           |
| 441689     | 2008 YC100 | 24 mai 2006 | Kitt Peak     | Spacewatch             | —         | MPC                           |
| 441690     | 2008 YP107 | 21 dez 2008 | Mount Lemmon  | Mount Lemmon Survey    | —         | MPC                           |
| 441691     | 2008 YK108 | 29 dez 2008 | Kitt Peak     | Spacewatch             | —         | MPC                           |
| 441692     | 2008 YS113 | 21 dez 2008 | Kitt Peak     | Spacewatch             | —         | MPC                           |
| 441693     | 2008 YD124 | 30 dez 2008 | Kitt Peak     | Spacewatch             | —         | MPC                           |
| 441694     | 2008 YN124 | 22 dez 2008 | Kitt Peak     | Spacewatch             | —         | MPC                           |
| 441695     | 2008 YG135 | 30 nov 2008 | Mount Lemmon  | Mount Lemmon Survey    | —         | MPC                           |
| 441696     | 2008 YT139 | 30 dez 2008 | Kitt Peak     | Spacewatch             | —         | MPC                           |
| 441697     | 2008 YF148 | 24 nov 2008 | Mount Lemmon  | Mount Lemmon Survey    | —         | MPC                           |
| 441698     | 2008 YF158 | 30 dez 2008 | Mount Lemmon  | Mount Lemmon Survey    | —         | MPC                           |
| 441699     | 2008 YR159 | 21 dez 2008 | Mount Lemmon  | Mount Lemmon Survey    | —         | MPC                           |
| 441700     | 2008 YU165 | 31 dez 2008 | Mount Lemmon  | Mount Lemmon Survey    | —         | MPC                           |

## 441701–441800
| Designação | Designação | Descoberta  | Descoberta      | Descobridor(es)           | Categoria | Mais informações / Referência |
| Permanente | Provisória | Data        | Local           | Descobridor(es)           | Categoria | Mais informações / Referência |
| ---------- | ---------- | ----------- | --------------- | ------------------------- | --------- | ----------------------------- |
| 441701     | 2008 YH171 | 28 dez 2008 | Socorro         | LINEAR                    | —         | MPC                           |
| 441702     | 2009 AY    | 1 jan 2009  | Bisei SG Center | BATTeRS                   | —         | MPC                           |
| 441703     | 2009 AV6   | 21 nov 2008 | Mount Lemmon    | Mount Lemmon Survey       | —         | MPC                           |
| 441704     | 2009 AP9   | 2 dez 2008  | Mount Lemmon    | Mount Lemmon Survey       | —         | MPC                           |
| 441705     | 2009 AT12  | 2 jan 2009  | Mount Lemmon    | Mount Lemmon Survey       | —         | MPC                           |
| 441706     | 2009 AB31  | 15 jan 2009 | Kitt Peak       | Spacewatch                | —         | MPC                           |
| 441707     | 2009 AK31  | 24 nov 2008 | Mount Lemmon    | Mount Lemmon Survey       | —         | MPC                           |
| 441708     | 2009 AB32  | 2 jan 2009  | Kitt Peak       | Spacewatch                | —         | MPC                           |
| 441709     | 2009 AM42  | 1 jan 2009  | Kitt Peak       | Spacewatch                | —         | MPC                           |
| 441710     | 2009 AT46  | 7 jan 2009  | Kitt Peak       | Spacewatch                | —         | MPC                           |
| 441711     | 2009 BW    | 21 dez 2008 | Catalina        | CSS                       | —         | MPC                           |
| 441712     | 2009 BW3   | 5 dez 2008  | Mount Lemmon    | Mount Lemmon Survey       | —         | MPC                           |
| 441713     | 2009 BB5   | 16 jan 2009 | Needville       | J. Dellinger              | —         | MPC                           |
| 441714     | 2009 BQ6   | 21 nov 2008 | Mount Lemmon    | Mount Lemmon Survey       | —         | MPC                           |
| 441715     | 2009 BO9   | 2 out 2008  | Mount Lemmon    | Mount Lemmon Survey       | —         | MPC                           |
| 441716     | 2009 BR16  | 16 jan 2009 | Kitt Peak       | Spacewatch                | Phocaea   | MPC                           |
| 441717     | 2009 BN19  | 29 dez 2008 | Kitt Peak       | Spacewatch                | —         | MPC                           |
| 441718     | 2009 BO33  | 16 jan 2009 | Kitt Peak       | Spacewatch                | —         | MPC                           |
| 441719     | 2009 BC34  | 16 jan 2009 | Kitt Peak       | Spacewatch                | —         | MPC                           |
| 441720     | 2009 BC37  | 16 jan 2009 | Kitt Peak       | Spacewatch                | —         | MPC                           |
| 441721     | 2009 BK37  | 16 jan 2009 | Kitt Peak       | Spacewatch                | —         | MPC                           |
| 441722     | 2009 BB51  | 16 jan 2009 | Mount Lemmon    | Mount Lemmon Survey       | —         | MPC                           |
| 441723     | 2009 BU51  | 2 jan 2009  | Mount Lemmon    | Mount Lemmon Survey       | —         | MPC                           |
| 441724     | 2009 BA52  | 16 jan 2009 | Mount Lemmon    | Mount Lemmon Survey       | —         | MPC                           |
| 441725     | 2009 BJ52  | 2 jan 2009  | Mount Lemmon    | Mount Lemmon Survey       | —         | MPC                           |
| 441726     | 2009 BT52  | 16 jan 2009 | Mount Lemmon    | Mount Lemmon Survey       | —         | MPC                           |
| 441727     | 2009 BL53  | 16 jan 2009 | Mount Lemmon    | Mount Lemmon Survey       | —         | MPC                           |
| 441728     | 2009 BT60  | 4 dez 2008  | Mount Lemmon    | Mount Lemmon Survey       | Phocaea   | MPC                           |
| 441729     | 2009 BL66  | 20 jan 2009 | Kitt Peak       | Spacewatch                | —         | MPC                           |
| 441730     | 2009 BT68  | 1 jan 2009  | Kitt Peak       | Spacewatch                | —         | MPC                           |
| 441731     | 2009 BD69  | 25 jan 2009 | Catalina        | CSS                       | Phocaea   | MPC                           |
| 441732     | 2009 BZ74  | 1 dez 2008  | Mount Lemmon    | Mount Lemmon Survey       | —         | MPC                           |
| 441733     | 2009 BV77  | 25 jan 2009 | Socorro         | LINEAR                    | —         | MPC                           |
| 441734     | 2009 BR81  | 29 dez 2008 | Mount Lemmon    | Mount Lemmon Survey       | Phocaea   | MPC                           |
| 441735     | 2009 BC89  | 25 jan 2009 | Kitt Peak       | Spacewatch                | —         | MPC                           |
| 441736     | 2009 BO90  | 15 jan 2009 | Kitt Peak       | Spacewatch                | —         | MPC                           |
| 441737     | 2009 BB99  | 26 jan 2009 | Purple Mountain | PMO NEO                   | —         | MPC                           |
| 441738     | 2009 BL102 | 29 jan 2009 | Mount Lemmon    | Mount Lemmon Survey       | —         | MPC                           |
| 441739     | 2009 BP103 | 25 jan 2009 | Kitt Peak       | Spacewatch                | —         | MPC                           |
| 441740     | 2009 BN107 | 18 jan 2009 | Kitt Peak       | Spacewatch                | —         | MPC                           |
| 441741     | 2009 BN110 | 31 jan 2009 | Mount Lemmon    | Mount Lemmon Survey       | —         | MPC                           |
| 441742     | 2009 BR111 | 29 jan 2009 | Kitt Peak       | Spacewatch                | —         | MPC                           |
| 441743     | 2009 BH134 | 2 jan 2009  | Mount Lemmon    | Mount Lemmon Survey       | —         | MPC                           |
| 441744     | 2009 BA136 | 29 jan 2009 | Kitt Peak       | Spacewatch                | —         | MPC                           |
| 441745     | 2009 BM139 | 29 jan 2009 | Kitt Peak       | Spacewatch                | —         | MPC                           |
| 441746     | 2009 BJ141 | 30 jan 2009 | Kitt Peak       | Spacewatch                | —         | MPC                           |
| 441747     | 2009 BJ150 | 31 jan 2009 | Kitt Peak       | Spacewatch                | —         | MPC                           |
| 441748     | 2009 BF157 | 25 jan 2009 | Kitt Peak       | Spacewatch                | —         | MPC                           |
| 441749     | 2009 BB159 | 25 jan 2009 | Kitt Peak       | Spacewatch                | —         | MPC                           |
| 441750     | 2009 BG169 | 18 jan 2009 | Kitt Peak       | Spacewatch                | —         | MPC                           |
| 441751     | 2009 BL175 | 29 jan 2009 | Kitt Peak       | Spacewatch                | —         | MPC                           |
| 441752     | 2009 CG2   | 2 fev 2009  | Moletai         | K. Černis, J. Zdanavičius | —         | MPC                           |
| 441753     | 2009 CY3   | 1 jan 2009  | Mount Lemmon    | Mount Lemmon Survey       | —         | MPC                           |
| 441754     | 2009 CG4   | 19 nov 2008 | Mount Lemmon    | Mount Lemmon Survey       | —         | MPC                           |
| 441755     | 2009 CU5   | 14 fev 2009 | La Sagra        | Mallorca Obs.             | —         | MPC                           |
| 441756     | 2009 CU14  | 1 fev 2009  | Kitt Peak       | Spacewatch                | —         | MPC                           |
| 441757     | 2009 CK21  | 15 jan 2009 | Kitt Peak       | Spacewatch                | —         | MPC                           |
| 441758     | 2009 CN22  | 18 jan 2009 | Mount Lemmon    | Mount Lemmon Survey       | —         | MPC                           |
| 441759     | 2009 CO28  | 17 jan 2009 | Kitt Peak       | Spacewatch                | —         | MPC                           |
| 441760     | 2009 CS30  | 1 fev 2009  | Kitt Peak       | Spacewatch                | —         | MPC                           |
| 441761     | 2009 CU34  | 2 fev 2009  | Mount Lemmon    | Mount Lemmon Survey       | —         | MPC                           |
| 441762     | 2009 CD39  | 13 fev 2009 | Kitt Peak       | Spacewatch                | —         | MPC                           |
| 441763     | 2009 CS41  | 29 jan 2009 | Kitt Peak       | Spacewatch                | —         | MPC                           |
| 441764     | 2009 CZ47  | 29 jan 2009 | Mount Lemmon    | Mount Lemmon Survey       | —         | MPC                           |
| 441765     | 2009 CJ50  | 14 fev 2009 | La Sagra        | Mallorca Obs.             | Meliboea  | MPC                           |
| 441766     | 2009 CR51  | 22 dez 2008 | Mount Lemmon    | Mount Lemmon Survey       | —         | MPC                           |
| 441767     | 2009 CK52  | 15 jan 2009 | Kitt Peak       | Spacewatch                | —         | MPC                           |
| 441768     | 2009 CX64  | 5 fev 2009  | Kitt Peak       | Spacewatch                | —         | MPC                           |
| 441769     | 2009 DT2   | 2 fev 2009  | Mount Lemmon    | Mount Lemmon Survey       | —         | MPC                           |
| 441770     | 2009 DQ3   | 19 fev 2009 | Sandlot         | G. Hug                    | —         | MPC                           |
| 441771     | 2009 DU3   | 17 fev 2009 | Socorro         | LINEAR                    | —         | MPC                           |
| 441772     | 2009 DE4   | 15 jan 2009 | Kitt Peak       | Spacewatch                | —         | MPC                           |
| 441773     | 2009 DU7   | 30 dez 2008 | Mount Lemmon    | Mount Lemmon Survey       | —         | MPC                           |
| 441774     | 2009 DM31  | 1 jan 2009  | Kitt Peak       | Spacewatch                | —         | MPC                           |
| 441775     | 2009 DS34  | 20 fev 2009 | Kitt Peak       | Spacewatch                | Phocaea   | MPC                           |
| 441776     | 2009 DM41  | 16 jan 2009 | Kitt Peak       | Spacewatch                | —         | MPC                           |
| 441777     | 2009 DF45  | 22 fev 2009 | Socorro         | LINEAR                    | —         | MPC                           |
| 441778     | 2009 DZ45  | 26 jan 2009 | XuYi            | PMO NEO                   | —         | MPC                           |
| 441779     | 2009 DF49  | 19 fev 2009 | Kitt Peak       | Spacewatch                | —         | MPC                           |
| 441780     | 2009 DG49  | 19 fev 2009 | Kitt Peak       | Spacewatch                | —         | MPC                           |
| 441781     | 2009 DA55  | 1 fev 2009  | Kitt Peak       | Spacewatch                | —         | MPC                           |
| 441782     | 2009 DY63  | 22 fev 2009 | Kitt Peak       | Spacewatch                | Phocaea   | MPC                           |
| 441783     | 2009 DT64  | 3 fev 2009  | Kitt Peak       | Spacewatch                | —         | MPC                           |
| 441784     | 2009 DA72  | 29 out 2008 | Mount Lemmon    | Mount Lemmon Survey       | —         | MPC                           |
| 441785     | 2009 DB79  | 21 fev 2009 | Kitt Peak       | Spacewatch                | —         | MPC                           |
| 441786     | 2009 DF89  | 24 fev 2009 | Kitt Peak       | Spacewatch                | —         | MPC                           |
| 441787     | 2009 DK107 | 28 fev 2009 | Kitt Peak       | Spacewatch                | —         | MPC                           |
| 441788     | 2009 DE126 | 19 fev 2009 | Kitt Peak       | Spacewatch                | —         | MPC                           |
| 441789     | 2009 DA135 | 20 fev 2009 | Kitt Peak       | Spacewatch                | —         | MPC                           |
| 441790     | 2009 EQ12  | 6 nov 2008  | Mount Lemmon    | Mount Lemmon Survey       | —         | MPC                           |
| 441791     | 2009 EC16  | 14 fev 2009 | Kitt Peak       | Spacewatch                | —         | MPC                           |
| 441792     | 2009 ED18  | 15 mar 2009 | Kitt Peak       | Spacewatch                | —         | MPC                           |
| 441793     | 2009 EL18  | 15 mar 2009 | Kitt Peak       | Spacewatch                | —         | MPC                           |
| 441794     | 2009 ES24  | 2 mar 2009  | Mount Lemmon    | Mount Lemmon Survey       | —         | MPC                           |
| 441795     | 2009 FM9   | 20 fev 2009 | Catalina        | CSS                       | —         | MPC                           |
| 441796     | 2009 FN27  | 1 out 2008  | Mount Lemmon    | Mount Lemmon Survey       | —         | MPC                           |
| 441797     | 2009 FQ27  | 27 fev 2000 | Kitt Peak       | Spacewatch                | —         | MPC                           |
| 441798     | 2009 FV27  | 21 mar 2009 | Catalina        | CSS                       | —         | MPC                           |
| 441799     | 2009 FJ41  | 21 mar 2009 | Catalina        | CSS                       | —         | MPC                           |
| 441800     | 2009 FY45  | 1 fev 2009  | Mount Lemmon    | Mount Lemmon Survey       | —         | MPC                           |

## 441801–441900
| Designação | Designação | Descoberta  | Descoberta    | Descobridor(es)            | Categoria   | Mais informações / Referência |
| Permanente | Provisória | Data        | Local         | Descobridor(es)            | Categoria   | Mais informações / Referência |
| ---------- | ---------- | ----------- | ------------- | -------------------------- | ----------- | ----------------------------- |
| 441801     | 2009 FV53  | 17 dez 2007 | Mount Lemmon  | Mount Lemmon Survey        | —           | MPC                           |
| 441802     | 2009 FH64  | 31 mar 2009 | Kitt Peak     | Spacewatch                 | —           | MPC                           |
| 441803     | 2009 FC65  | 29 fev 2004 | Kitt Peak     | Spacewatch                 | —           | MPC                           |
| 441804     | 2009 FW73  | 28 mar 2009 | Mount Lemmon  | Mount Lemmon Survey        | —           | MPC                           |
| 441805     | 2009 HQ8   | 21 out 2007 | Mount Lemmon  | Mount Lemmon Survey        | —           | MPC                           |
| 441806     | 2009 HJ24  | 2 abr 2009  | Mount Lemmon  | Mount Lemmon Survey        | —           | MPC                           |
| 441807     | 2009 HE34  | 26 mar 2009 | Mount Lemmon  | Mount Lemmon Survey        | —           | MPC                           |
| 441808     | 2009 HV39  | 2 mar 2009  | Kitt Peak     | Spacewatch                 | —           | MPC                           |
| 441809     | 2009 HV48  | 19 abr 2009 | Kitt Peak     | Spacewatch                 | —           | MPC                           |
| 441810     | 2009 HD99  | 22 abr 2009 | Mount Lemmon  | Mount Lemmon Survey        | —           | MPC                           |
| 441811     | 2009 HF102 | 20 abr 2009 | Mount Lemmon  | Mount Lemmon Survey        | —           | MPC                           |
| 441812     | 2009 JH8   | 20 abr 2009 | Kitt Peak     | Spacewatch                 | —           | MPC                           |
| 441813     | 2009 KH5   | 24 mai 2009 | Kitt Peak     | Spacewatch                 | —           | MPC                           |
| 441814     | 2009 KP23  | 31 mar 2009 | Mount Lemmon  | Mount Lemmon Survey        | Brangane    | MPC                           |
| 441815     | 2009 KU23  | 30 abr 2009 | Kitt Peak     | Spacewatch                 | —           | MPC                           |
| 441816     | 2009 KC24  | 27 mai 2009 | Kitt Peak     | Spacewatch                 | —           | MPC                           |
| 441817     | 2009 LM4   | 12 jun 2009 | Kitt Peak     | Spacewatch                 | —           | MPC                           |
| 441818     | 2009 MW8   | 28 jun 2009 | La Sagra      | Mallorca Obs.              | —           | MPC                           |
| 441819     | 2009 NW1   | 11 jul 2009 | Siding Spring | SSS                        | —           | MPC                           |
| 441820     | 2009 OD10  | 29 jul 2009 | La Sagra      | Mallorca Obs.              | —           | MPC                           |
| 441821     | 2009 OW12  | 27 jul 2009 | Kitt Peak     | Spacewatch                 | —           | MPC                           |
| 441822     | 2009 OC17  | 28 jul 2009 | Kitt Peak     | Spacewatch                 | Brangane    | MPC                           |
| 441823     | 2009 QO5   | 18 ago 2009 | Kitt Peak     | Spacewatch                 | —           | MPC                           |
| 441824     | 2009 RO61  | 1 abr 2008  | Kitt Peak     | Spacewatch                 | —           | MPC                           |
| 441825     | 2009 SK1   | 17 set 2009 | Catalina      | CSS                        | —           | MPC                           |
| 441826     | 2009 SR64  | 19 abr 2007 | Kitt Peak     | Spacewatch                 | —           | MPC                           |
| 441827     | 2009 SA88  | 18 set 2009 | Kitt Peak     | Spacewatch                 | —           | MPC                           |
| 441828     | 2009 SF97  | 20 set 2009 | Mount Lemmon  | Mount Lemmon Survey        | —           | MPC                           |
| 441829     | 2009 SQ241 | 18 set 2009 | Catalina      | CSS                        | —           | MPC                           |
| 441830     | 2009 SJ244 | 10 dez 2006 | Kitt Peak     | Spacewatch                 | —           | MPC                           |
| 441831     | 2009 SB286 | 25 set 2009 | Mount Lemmon  | Mount Lemmon Survey        | —           | MPC                           |
| 441832     | 2009 SK343 | 17 set 2009 | Kitt Peak     | Spacewatch                 | —           | MPC                           |
| 441833     | 2009 TU19  | 20 set 2009 | Mount Lemmon  | Mount Lemmon Survey        | Juno        | MPC                           |
| 441834     | 2009 TW47  | 1 out 2009  | Mount Lemmon  | Mount Lemmon Survey        | —           | MPC                           |
| 441835     | 2009 UH53  | 15 set 2009 | Kitt Peak     | Spacewatch                 | —           | MPC                           |
| 441836     | 2009 UC82  | 11 out 2009 | Mount Lemmon  | Mount Lemmon Survey        | —           | MPC                           |
| 441837     | 2009 UZ125 | 14 out 2009 | Catalina      | CSS                        | —           | MPC                           |
| 441838     | 2009 VJ5   | 24 dez 2006 | Kitt Peak     | Spacewatch                 | —           | MPC                           |
| 441839     | 2009 VU28  | 20 set 2009 | Mount Lemmon  | Mount Lemmon Survey        | Juno        | MPC                           |
| 441840     | 2009 VK31  | 26 out 2009 | Kitt Peak     | Spacewatch                 | —           | MPC                           |
| 441841     | 2009 VB35  | 29 mar 2008 | Mount Lemmon  | Mount Lemmon Survey        | —           | MPC                           |
| 441842     | 2009 VJ35  | 10 nov 2009 | Mount Lemmon  | Mount Lemmon Survey        | —           | MPC                           |
| 441843     | 2009 VK53  | 24 out 2009 | Kitt Peak     | Spacewatch                 | —           | MPC                           |
| 441844     | 2009 VK58  | 15 nov 2009 | Catalina      | CSS                        | —           | MPC                           |
| 441845     | 2009 VU73  | 20 set 2009 | Mount Lemmon  | Mount Lemmon Survey        | Juno        | MPC                           |
| 441846     | 2009 VX98  | 15 mar 2007 | Kitt Peak     | Spacewatch                 | Nysa-Polana | MPC                           |
| 441847     | 2009 VG114 | 9 nov 2009  | Kitt Peak     | Spacewatch                 | —           | MPC                           |
| 441848     | 2009 WN10  | 17 nov 2009 | Catalina      | CSS                        | Juno        | MPC                           |
| 441849     | 2009 WO20  | 27 dez 2006 | Mount Lemmon  | Mount Lemmon Survey        | —           | MPC                           |
| 441850     | 2009 WJ23  | 18 nov 2009 | Kitt Peak     | Spacewatch                 | —           | MPC                           |
| 441851     | 2009 WK33  | 16 nov 2009 | Kitt Peak     | Spacewatch                 | Juno        | MPC                           |
| 441852     | 2009 WC42  | 17 nov 2009 | Kitt Peak     | Spacewatch                 | —           | MPC                           |
| 441853     | 2009 WD71  | 10 nov 2009 | Kitt Peak     | Spacewatch                 | —           | MPC                           |
| 441854     | 2009 WR96  | 20 nov 2009 | Mount Lemmon  | Mount Lemmon Survey        | —           | MPC                           |
| 441855     | 2009 WY96  | 21 set 2009 | Mount Lemmon  | Mount Lemmon Survey        | —           | MPC                           |
| 441856     | 2009 WD101 | 25 out 2009 | Kitt Peak     | Spacewatch                 | —           | MPC                           |
| 441857     | 2009 WP162 | 21 nov 2009 | Kitt Peak     | Spacewatch                 | —           | MPC                           |
| 441858     | 2009 WS169 | 24 out 2009 | Kitt Peak     | Spacewatch                 | —           | MPC                           |
| 441859     | 2009 WU171 | 13 dez 2006 | Kitt Peak     | Spacewatch                 | —           | MPC                           |
| 441860     | 2009 WH190 | 24 nov 2009 | Kitt Peak     | Spacewatch                 | —           | MPC                           |
| 441861     | 2009 WF219 | 16 nov 2009 | Kitt Peak     | Spacewatch                 | —           | MPC                           |
| 441862     | 2009 WX260 | 25 nov 2009 | Kitt Peak     | Spacewatch                 | —           | MPC                           |
| 441863     | 2009 WE262 | 18 nov 2009 | Kitt Peak     | Spacewatch                 | —           | MPC                           |
| 441864     | 2009 XG    | 26 nov 2009 | Mount Lemmon  | Mount Lemmon Survey        | —           | MPC                           |
| 441865     | 2009 YZ2   | 17 dez 2009 | Mount Lemmon  | Mount Lemmon Survey        | —           | MPC                           |
| 441866     | 2009 YM11  | 18 dez 2009 | Mount Lemmon  | Mount Lemmon Survey        | —           | MPC                           |
| 441867     | 2009 YA15  | 18 dez 2009 | Mount Lemmon  | Mount Lemmon Survey        | —           | MPC                           |
| 441868     | 2009 YC17  | 16 dez 2009 | Kitt Peak     | Spacewatch                 | —           | MPC                           |
| 441869     | 2009 YG23  | 17 nov 2009 | Mount Lemmon  | Mount Lemmon Survey        | —           | MPC                           |
| 441870     | 2009 YF25  | 26 dez 2009 | Kitt Peak     | Spacewatch                 | Mitidika    | MPC                           |
| 441871     | 2010 AX38  | 21 nov 2009 | Mount Lemmon  | Mount Lemmon Survey        | —           | MPC                           |
| 441872     | 2010 AC40  | 9 jan 2010  | Tzec Maun     | D. Chestnov, A. Novichonok | —           | MPC                           |
| 441873     | 2010 AB55  | 8 jan 2010  | Kitt Peak     | Spacewatch                 | —           | MPC                           |
| 441874     | 2010 AC60  | 6 jan 2010  | Catalina      | CSS                        | —           | MPC                           |
| 441875     | 2010 AX128 | 29 ago 2006 | Catalina      | CSS                        | —           | MPC                           |
| 441876     | 2010 AV133 | 15 jan 2010 | WISE          | WISE                       | —           | MPC                           |
| 441877     | 2010 BS6   | 21 abr 2006 | Catalina      | CSS                        | —           | MPC                           |
| 441878     | 2010 BK13  | 16 jan 2010 | WISE          | WISE                       | —           | MPC                           |
| 441879     | 2010 BC74  | 23 jan 2010 | WISE          | WISE                       | —           | MPC                           |
| 441880     | 2010 CX9   | 8 fev 2010  | WISE          | WISE                       | —           | MPC                           |
| 441881     | 2010 CW31  | 9 fev 2010  | Catalina      | CSS                        | —           | MPC                           |
| 441882     | 2010 CC51  | 1 dez 2008  | Kitt Peak     | Spacewatch                 | —           | MPC                           |
| 441883     | 2010 CM70  | 13 fev 2010 | Mount Lemmon  | Mount Lemmon Survey        | —           | MPC                           |
| 441884     | 2010 CX73  | 29 jul 2008 | Kitt Peak     | Spacewatch                 | —           | MPC                           |
| 441885     | 2010 CH79  | 20 nov 2008 | Mount Lemmon  | Mount Lemmon Survey        | —           | MPC                           |
| 441886     | 2010 CZ98  | 14 fev 2010 | Kitt Peak     | Spacewatch                 | Phocaea     | MPC                           |
| 441887     | 2010 CS103 | 14 fev 2010 | Kitt Peak     | Spacewatch                 | —           | MPC                           |
| 441888     | 2010 CY155 | 15 fev 2010 | Kitt Peak     | Spacewatch                 | —           | MPC                           |
| 441889     | 2010 CH161 | 26 mai 1998 | Kitt Peak     | Spacewatch                 | —           | MPC                           |
| 441890     | 2010 CC162 | 9 fev 2010  | Kitt Peak     | Spacewatch                 | —           | MPC                           |
| 441891     | 2010 CE181 | 23 mai 2003 | Kitt Peak     | Spacewatch                 | —           | MPC                           |
| 441892     | 2010 CU181 | 6 out 2008  | Mount Lemmon  | Mount Lemmon Survey        | —           | MPC                           |
| 441893     | 2010 CC182 | 14 fev 2010 | Haleakalā     | Pan-STARRS                 | —           | MPC                           |
| 441894     | 2010 DT25  | 19 fev 2010 | WISE          | WISE                       | —           | MPC                           |
| 441895     | 2010 EM    | 1 mar 2010  | WISE          | WISE                       | —           | MPC                           |
| 441896     | 2010 EF29  | 15 fev 2010 | Kitt Peak     | Spacewatch                 | —           | MPC                           |
| 441897     | 2010 EG32  | 4 mar 2010  | Kitt Peak     | Spacewatch                 | Phocaea     | MPC                           |
| 441898     | 2010 EP33  | 4 mar 2010  | Kitt Peak     | Spacewatch                 | —           | MPC                           |
| 441899     | 2010 EU66  | 4 mar 2010  | Kitt Peak     | Spacewatch                 | —           | MPC                           |
| 441900     | 2010 EC68  | 12 mar 2010 | Mount Lemmon  | Mount Lemmon Survey        | —           | MPC                           |

## 441901–442000
| Designação | Designação | Descoberta  | Descoberta    | Descobridor(es)     | Categoria | Mais informações / Referência |
| Permanente | Provisória | Data        | Local         | Descobridor(es)     | Categoria | Mais informações / Referência |
| ---------- | ---------- | ----------- | ------------- | ------------------- | --------- | ----------------------------- |
| 441901     | 2010 ES73  | 19 fev 2010 | Mount Lemmon  | Mount Lemmon Survey | —         | MPC                           |
| 441902     | 2010 EX77  | 19 fev 2010 | Mount Lemmon  | Mount Lemmon Survey | —         | MPC                           |
| 441903     | 2010 EH97  | 14 mar 2010 | Mount Lemmon  | Mount Lemmon Survey | —         | MPC                           |
| 441904     | 2010 EZ102 | 14 set 2007 | Mount Lemmon  | Mount Lemmon Survey | —         | MPC                           |
| 441905     | 2010 EH104 | 17 dez 2009 | Kitt Peak     | Spacewatch          | —         | MPC                           |
| 441906     | 2010 EC111 | 13 mar 2010 | Kitt Peak     | Spacewatch          | —         | MPC                           |
| 441907     | 2010 EW122 | 15 mar 2010 | Kitt Peak     | Spacewatch          | —         | MPC                           |
| 441908     | 2010 EM134 | 12 mar 2010 | Kitt Peak     | Spacewatch          | —         | MPC                           |
| 441909     | 2010 EN171 | 24 abr 2006 | Kitt Peak     | Spacewatch          | Iannini   | MPC                           |
| 441910     | 2010 FW14  | 17 mar 2010 | Catalina      | CSS                 | —         | MPC                           |
| 441911     | 2010 FU19  | 18 mar 2010 | Mount Lemmon  | Mount Lemmon Survey | —         | MPC                           |
| 441912     | 2010 FD85  | 19 mar 2010 | Catalina      | CSS                 | —         | MPC                           |
| 441913     | 2010 FO87  | 10 ago 2007 | Kitt Peak     | Spacewatch          | —         | MPC                           |
| 441914     | 2010 FL101 | 16 mar 2010 | Catalina      | CSS                 | Eos       | MPC                           |
| 441915     | 2010 GT94  | 24 jan 2007 | Mount Lemmon  | Mount Lemmon Survey | —         | MPC                           |
| 441916     | 2010 GO119 | 11 abr 2010 | Kitt Peak     | Spacewatch          | —         | MPC                           |
| 441917     | 2010 GT123 | 16 fev 2010 | Mount Lemmon  | Mount Lemmon Survey | —         | MPC                           |
| 441918     | 2010 GN127 | 25 mai 2006 | Kitt Peak     | Spacewatch          | —         | MPC                           |
| 441919     | 2010 GE142 | 9 abr 2010  | Mount Lemmon  | Mount Lemmon Survey | Phocaea   | MPC                           |
| 441920     | 2010 GW145 | 16 jan 2010 | WISE          | WISE                | —         | MPC                           |
| 441921     | 2010 HB5   | 16 abr 2010 | WISE          | WISE                | —         | MPC                           |
| 441922     | 2010 HK45  | 23 abr 2010 | WISE          | WISE                | —         | MPC                           |
| 441923     | 2010 HA70  | 27 abr 2010 | WISE          | WISE                | —         | MPC                           |
| 441924     | 2010 JB2   | 3 mai 2010  | Kitt Peak     | Spacewatch          | —         | MPC                           |
| 441925     | 2010 JK3   | 30 jan 2010 | WISE          | WISE                | —         | MPC                           |
| 441926     | 2010 JL13  | 2 mai 2010  | WISE          | WISE                | —         | MPC                           |
| 441927     | 2010 JQ30  | 19 jan 2005 | Kitt Peak     | Spacewatch          | —         | MPC                           |
| 441928     | 2010 JT31  | 5 mai 2010  | La Sagra      | Mallorca Obs.       | —         | MPC                           |
| 441929     | 2010 JB34  | 4 mai 2010  | Catalina      | CSS                 | —         | MPC                           |
| 441930     | 2010 JM37  | 8 abr 2010  | Kitt Peak     | Spacewatch          | —         | MPC                           |
| 441931     | 2010 JS43  | 4 mai 2010  | Kitt Peak     | Spacewatch          | —         | MPC                           |
| 441932     | 2010 JZ43  | 4 mai 2010  | Kitt Peak     | Spacewatch          | —         | MPC                           |
| 441933     | 2010 JU45  | 7 mai 2010  | Kitt Peak     | Spacewatch          | —         | MPC                           |
| 441934     | 2010 JB77  | 8 mai 2010  | Mount Lemmon  | Mount Lemmon Survey | —         | MPC                           |
| 441935     | 2010 JZ77  | 10 fev 2010 | WISE          | WISE                | —         | MPC                           |
| 441936     | 2010 JP78  | 2 abr 2006  | Kitt Peak     | Spacewatch          | —         | MPC                           |
| 441937     | 2010 JK83  | 8 mar 2005  | Kitt Peak     | Spacewatch          | —         | MPC                           |
| 441938     | 2010 JA114 | 9 mai 2010  | Mount Lemmon  | Mount Lemmon Survey | —         | MPC                           |
| 441939     | 2010 JG133 | 14 mai 2010 | WISE          | WISE                | —         | MPC                           |
| 441940     | 2010 JL147 | 8 abr 2010  | Kitt Peak     | Spacewatch          | —         | MPC                           |
| 441941     | 2010 JV149 | 7 mai 2010  | Mount Lemmon  | Mount Lemmon Survey | Themis    | MPC                           |
| 441942     | 2010 KB35  | 19 mai 2010 | WISE          | WISE                | —         | MPC                           |
| 441943     | 2010 KF62  | 19 mai 2010 | Catalina      | CSS                 | —         | MPC                           |
| 441944     | 2010 KZ78  | 25 mai 2010 | WISE          | WISE                | —         | MPC                           |
| 441945     | 2010 KZ79  | 25 mai 2010 | WISE          | WISE                | —         | MPC                           |
| 441946     | 2010 KR95  | 28 mai 2010 | WISE          | WISE                | —         | MPC                           |
| 441947     | 2010 LE12  | 2 jun 2010  | WISE          | WISE                | —         | MPC                           |
| 441948     | 2010 LD17  | 2 jun 2010  | WISE          | WISE                | —         | MPC                           |
| 441949     | 2010 LZ33  | 11 mar 2005 | Mount Lemmon  | Mount Lemmon Survey | —         | MPC                           |
| 441950     | 2010 LG35  | 5 mai 2010  | Mount Lemmon  | Mount Lemmon Survey | —         | MPC                           |
| 441951     | 2010 LB57  | 9 jun 2010  | WISE          | WISE                | —         | MPC                           |
| 441952     | 2010 LR68  | 8 jun 2010  | WISE          | WISE                | —         | MPC                           |
| 441953     | 2010 LZ69  | 9 jun 2010  | WISE          | WISE                | —         | MPC                           |
| 441954     | 2010 LY72  | 10 jun 2010 | WISE          | WISE                | —         | MPC                           |
| 441955     | 2010 LL78  | 10 jun 2010 | WISE          | WISE                | —         | MPC                           |
| 441956     | 2010 LM86  | 11 jun 2010 | WISE          | WISE                | —         | MPC                           |
| 441957     | 2010 LD100 | 13 jun 2010 | WISE          | WISE                | —         | MPC                           |
| 441958     | 2010 LR101 | 13 jun 2010 | WISE          | WISE                | —         | MPC                           |
| 441959     | 2010 LR116 | 14 jun 2010 | WISE          | WISE                | —         | MPC                           |
| 441960     | 2010 LV117 | 14 jun 2010 | WISE          | WISE                | —         | MPC                           |
| 441961     | 2010 MN6   | 16 jun 2010 | WISE          | WISE                | —         | MPC                           |
| 441962     | 2010 MJ23  | 12 out 2005 | Kitt Peak     | Spacewatch          | —         | MPC                           |
| 441963     | 2010 MB24  | 18 jun 2010 | WISE          | WISE                | Brangane  | MPC                           |
| 441964     | 2010 MA26  | 5 dez 2005  | Kitt Peak     | Spacewatch          | —         | MPC                           |
| 441965     | 2010 MS33  | 22 out 2005 | Kitt Peak     | Spacewatch          | —         | MPC                           |
| 441966     | 2010 MN37  | 21 jun 2010 | WISE          | WISE                | —         | MPC                           |
| 441967     | 2010 MB49  | 29 out 2005 | Kitt Peak     | Spacewatch          | —         | MPC                           |
| 441968     | 2010 MD66  | 25 dez 2006 | Kitt Peak     | Spacewatch          | —         | MPC                           |
| 441969     | 2010 MO70  | 25 jun 2010 | WISE          | WISE                | —         | MPC                           |
| 441970     | 2010 MK72  | 25 jun 2010 | WISE          | WISE                | —         | MPC                           |
| 441971     | 2010 MT77  | 26 jun 2010 | WISE          | WISE                | —         | MPC                           |
| 441972     | 2010 MS79  | 26 jun 2010 | WISE          | WISE                | —         | MPC                           |
| 441973     | 2010 MN81  | 27 jun 2010 | WISE          | WISE                | —         | MPC                           |
| 441974     | 2010 MQ92  | 28 jun 2010 | WISE          | WISE                | —         | MPC                           |
| 441975     | 2010 MX93  | 27 nov 2006 | Mount Lemmon  | Mount Lemmon Survey | —         | MPC                           |
| 441976     | 2010 MW108 | 30 jun 2010 | WISE          | WISE                | —         | MPC                           |
| 441977     | 2010 MJ110 | 30 jun 2010 | WISE          | WISE                | —         | MPC                           |
| 441978     | 2010 MC111 | 30 jun 2010 | WISE          | WISE                | —         | MPC                           |
| 441979     | 2010 ND22  | 6 jul 2010  | WISE          | WISE                | —         | MPC                           |
| 441980     | 2010 NT23  | 6 jul 2010  | WISE          | WISE                | —         | MPC                           |
| 441981     | 2010 NV31  | 29 out 2005 | Catalina      | CSS                 | —         | MPC                           |
| 441982     | 2010 NJ42  | 25 out 2005 | Catalina      | CSS                 | —         | MPC                           |
| 441983     | 2010 NQ42  | 26 out 2005 | Kitt Peak     | Spacewatch          | —         | MPC                           |
| 441984     | 2010 NX43  | 9 jul 2010  | WISE          | WISE                | —         | MPC                           |
| 441985     | 2010 NP53  | 10 jul 2010 | WISE          | WISE                | —         | MPC                           |
| 441986     | 2010 NG63  | 11 jul 2010 | WISE          | WISE                | —         | MPC                           |
| 441987     | 2010 NY65  | 14 jul 2010 | WISE          | WISE                | —         | MPC                           |
| 441988     | 2010 NS71  | 14 jul 2010 | WISE          | WISE                | —         | MPC                           |
| 441989     | 2010 NA81  | 16 jul 2010 | WISE          | WISE                | —         | MPC                           |
| 441990     | 2010 NC84  | 1 jul 2010  | WISE          | WISE                | —         | MPC                           |
| 441991     | 2010 NO84  | 1 jul 2010  | WISE          | WISE                | —         | MPC                           |
| 441992     | 2010 NG86  | 1 jul 2010  | WISE          | WISE                | —         | MPC                           |
| 441993     | 2010 NT102 | 30 out 2005 | Kitt Peak     | Spacewatch          | —         | MPC                           |
| 441994     | 2010 NX103 | 12 jul 2010 | WISE          | WISE                | —         | MPC                           |
| 441995     | 2010 NU106 | 21 fev 2007 | Mount Lemmon  | Mount Lemmon Survey | —         | MPC                           |
| 441996     | 2010 OY5   | 16 jul 2010 | WISE          | WISE                | —         | MPC                           |
| 441997     | 2010 OZ5   | 1 nov 2005  | Anderson Mesa | LONEOS              | —         | MPC                           |
| 441998     | 2010 OK6   | 16 jul 2010 | WISE          | WISE                | —         | MPC                           |
| 441999     | 2010 OQ12  | 18 mar 2007 | Kitt Peak     | Spacewatch          | —         | MPC                           |
| 442000     | 2010 OL14  | 17 jul 2010 | WISE          | WISE                | Brangane  | MPC                           |